# Étampes
Pour les articles homonymes, voir Étampes-sur-Marne.
Étampes (prononcé [e.t̪ɑ̃p] ) est une commune française située dans le département de l'Essonne, en région Île-de-France située à cinquante kilomètres au sud-ouest de Paris et soixante kilomètres au nord d'Orléans.
Étampes est le chef-lieu de l'arrondissement d'Étampes.
Ville royale fortifiée depuis le Moyen Âge, comté et pairie devenus duché donné en apanage à trois favorites successives, adhérente au label Villes et pays d'art et d'histoire, Étampes est depuis toujours le principal centre urbain de l'Étampois, aux confins de l'agglomération parisienne et des grandes plaines de Beauce. Principale cité du Sud essonnien, carrefour de voies de communication, elle rayonne économiquement et culturellement sur l'ensemble des villages voisins et marque sur la route nationale 20 l'entrée sud de la région Île-de-France, comme auparavant du domaine royal. Sillonnée par de nombreux cours d'eau, elle était parfois surnommée la « Petite Venise » à cause des anciens canaux qui alimentaient les trente-deux moulins. Dans une lettre à sa fille Léopoldine datée du 22 août 1834, Victor Hugo la décrivait ainsi : « Étampes, c'est une grosse tour entrevue à droite dans le crépuscule au-dessus des toits d'une longue rue. » Commune au charme préservé, elle a servi de décor à diverses œuvres cinématographiques.

## Géographie

### Localisation
Étampes est située à l'extrémité sud de l'agglomération parisienne, aux portes nord de la région naturelle de la Beauce, dans la vallée et sur les coteaux de la Juine, sur un terrain étagé de 66 à 156 mètres d'altitude. Elle repose sur des couches d'argile dans le creux de la vallée, de sable couvrant du grès sur les plateaux. Les formations sableuses des environs abritent plusieurs sites fossilifères qui ont servi de référence à Alcide d'Orbigny pour la définition d'un étage géologique stampien (de Stampae, nom latin d'Étampes).
La commune occupe une superficie de 4 092 hectares représentant schématiquement un T dont le pied serait orienté vers le sud-ouest, avec une hauteur de jambe de 9,3 kilomètres et 14 kilomètres de large, terrain principalement occupé par les exploitations agricoles ou les bois sur 3 731,02 hectares soit 81 % du territoire communal. L'Institut national de l'information géographique et forestière donne les coordonnées géographiques 48° 26′ 09″ N, 2° 09′ 47″ E au point central de son territoire.
La ville est située au carrefour de deux axes importants de communication, la route nationale 20 qui la traverse du nord au sud sur la totalité de son territoire et la route nationale 191 devenue RD 191 qui coupe la commune d'ouest en est. S'ajoute, en parallèle ouest de la route nationale 20, la voie ferrée empruntée par la ligne C du RER qui y dessert deux gares : celle d'Étampes et le terminus de Saint-Martin-d'Étampes.
Située dans la partie sud du département, Étampes se trouve à 50 km au sud-sud-ouest de Paris-Notre-Dame, point zéro des routes de France, 31 km au sud-ouest d'Évry, 15 km au sud-ouest de La Ferté-Alais, 15 km au sud-est de Dourdan, 19 km au sud-ouest d'Arpajon, 23 km au nord-ouest de Milly-la-Forêt, 25 km au sud-ouest de Montlhéry, 31 km au sud-ouest de Corbeil-Essonnes, 32 km au sud de Palaiseau, 49 km à l'est de Chartres et 62 km au nord-est d'Orléans.
La commune est aussi située à 114 km au sud-ouest de son homonyme Étampes-sur-Marne.

### Communes limitrophes
Commune au territoire étendu, Étampes dispose de nombreuses frontières terrestres avec les cités voisines. Au nord, la commune est limitrophe de Brières-les-Scellés, Morigny-Champigny l'entoure du nord-est à l'est, jusqu'à la petite frontière avec La Forêt-Sainte-Croix elle aussi à l'est. Au sud-est se trouvent les deux communes d'Ormoy-la-Rivière et Boissy-la-Rivière. Au sud, Saclas et Étampes possèdent une frontière commune, sur une partie matérialisée par la route nationale 20, puis Guillerval au sud-ouest. À l'ouest se trouvent les villages de Chalo-Saint-Mars et Saint-Hilaire tandis que le nord-ouest est occupé par Boutervilliers sur une petite frontière et surtout Boissy-le-Sec.

### Géologie et relief

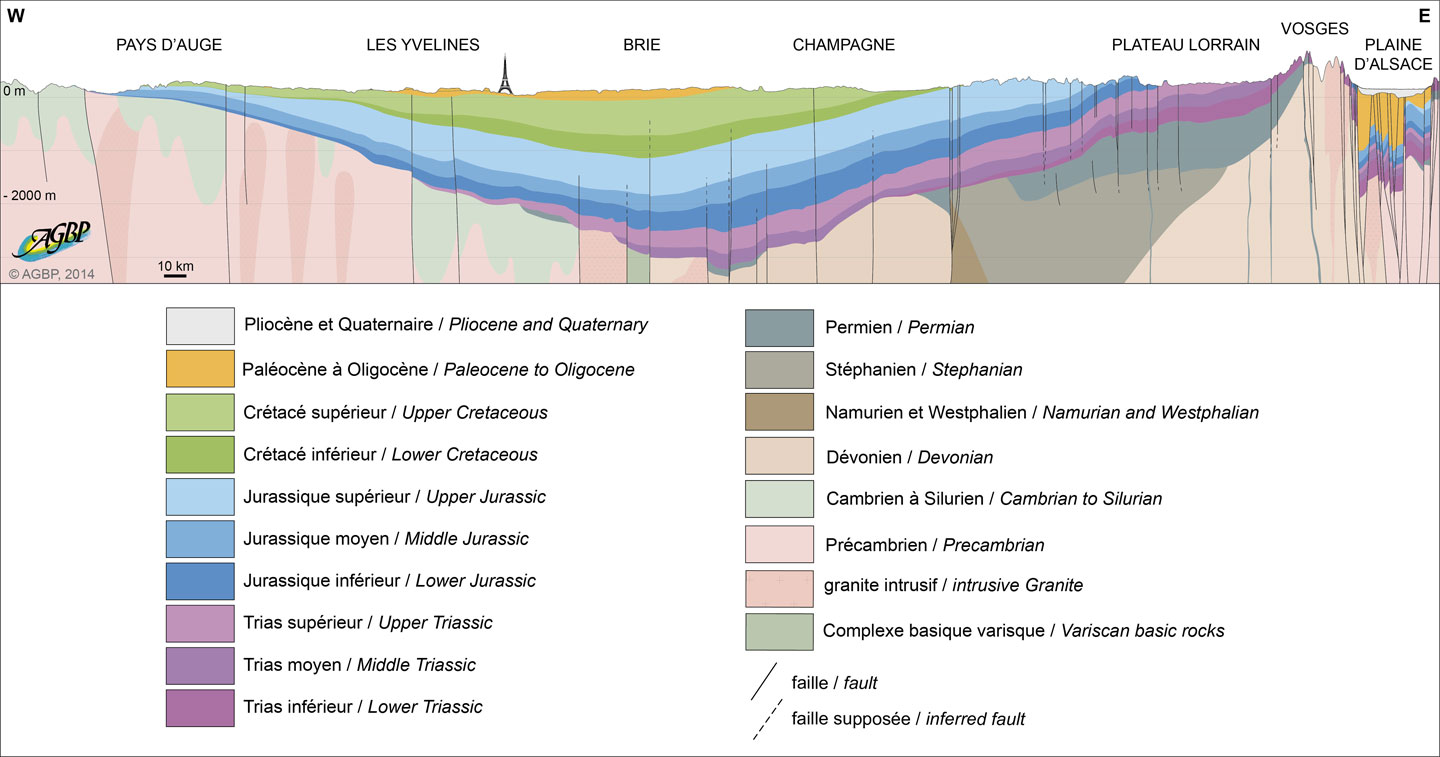
Extrait de la coupe géologique détaillée montrant la couverture sédimentaire du Bassin parisien : profondeur de la coupe : 3500 m. © AGBP.

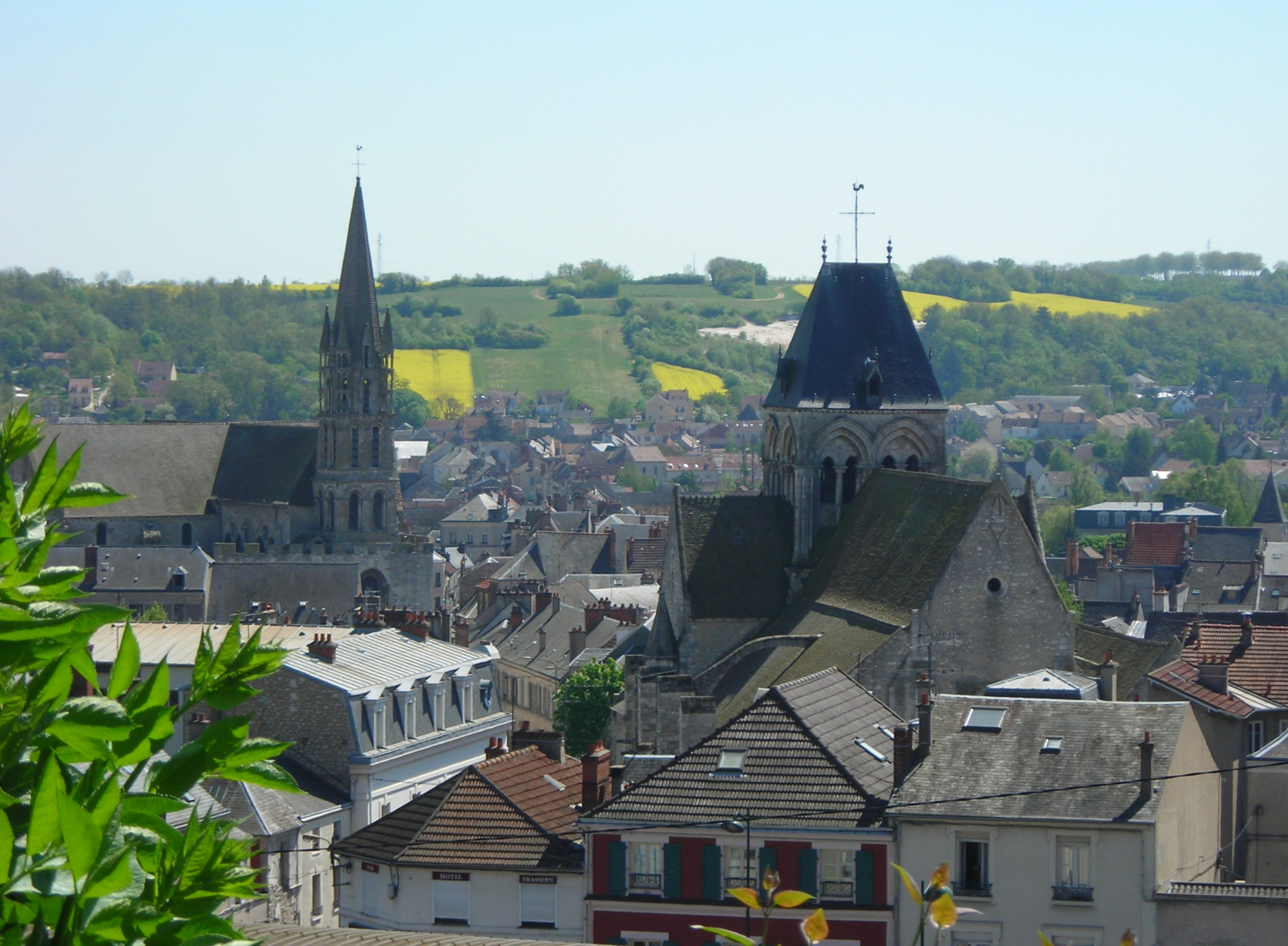
Panorama d'Étampes.

Le relief d'Étampes se développe entre les soixante-six mètres relevés dans le centre-ville à proximité du cours de la rivière d'Étampes et les cent cinquante-six mètres relevés sur le plateau à proximité du hameau de la Montagne. La commune est pour sa majeure partie construite dans la vallée encaissée de la Juine. Deux plateaux, occupés par des terrains agricoles sont situés au nord-ouest et au sud-est du centre-ville. Au sud de l'île de loisirs, le relief se poursuit par un rehaussement à proximité du hameau des Hauts Carnaux, en partie situé sur la commune voisine d'Ormoy-la-Rivière.
L'étude du sous-sol caractéristique de la commune au XIXe siècle a conduit à l'appellation de la période du Stampien (entre 34 et
28 millions d'années). Il comporte notamment une couche de calcaire d'Étampes dans lequel sont emprisonnés des fossiles de micro-organismes et de végétaux, surmontée de sable de Fontainebleau, et supportée par une couche d'argile à silex et de craie imperméable.
La transgression marine dans cette région, liée à la Distension Oligocène, se développe au Stampien avec une succession latérale de faciès lithologiques passant d'affleurements de calcaires marneux à des faluns. La sédimentation se manifeste ensuite par un dépôt sableux, les Sables de Fontainebleau, épais d'environ 50 m (puissance maximale de 70 m atteinte dans la région de Trappes, Orsay et Etampes). Cette période est caractérisée par des sédiments marins d'origine détritique sous un climat chaud (méditerranéen à subtropical) issus de l'érosion des niveaux sableux de l'Éocène abondants sur les rivages nord du Bassin parisien. Le dépôt de ces sables commence ainsi en environnement marin de type estran et se termine en domaine continental par la formation de dunes éoliennes. Selon le modèle de grésification de Thiry, ces sables, lessivés par une circulation de nappe captive qui a provoqué leur décarbonatation, libèrent de la silice mise en solution par ces nappes, ce qui conduit à leur sommet à la formation de lentilles de grès par précipitation localisées en bandes étroites orientées WNW–ESE. Ces Grès de Fontainebleau se développent généralement dans la partie supérieure de la masse de sable, se transformant progressivement en dalles de grès, que l'on observe aujourd'hui sur les platières et les chaos en forêt de Fontainebleau, par exemple.
Lorsque la mer stampienne se retire à la fin de l'Oligocène, elle laisse derrière elle, de l'Orléanais à la Normandie, un grand lac où se déposent des calcaires lacustres (calcaire d'Étampes, calcaire de Beauce) jusqu'à l'Aquitanien. Le comblement de ce lac se traduit par une masse calcaire qui peut atteindre 30 m d'épaisseur dans la région d'Étampes et présenter plusieurs faciès types aussi bien latéralement que verticalement : bancs compacts et homogènes, calcaires bréchiques à lits de calcaires rubanés (croûtes alguaires), calcaire marno-crayeux tendre, calcaire vermiculé, ou encore calcaire dur beige siliceux, meuliérisé lorsque le lac de Beauce s'est asséché. Après sa formation, le calcaire subit une karstification qui laisse de nombreux conduits, dolines et grottes, plus tard comblés par des matériaux détritiques. Les dépôts quaternaires façonnent les paysages que nous connaissons aujourd'hui. Lors des périodes périglaciaires, des heads empâtent les reliefs tandis que les vents glacés déposent un épais manteau de limon loessique sur les plateaux. L'alternance de plateaux céréaliers fertiles et de vallées vertes caractérise ainsi cette région. La vallée de la Juine au niveau d'Étampes traduit cette histoire géologique : les dépôt quaternaires correspondent aux alluvions sablo-argileuses qui tapissent le fond de la vallée et reposent sur une couche de tourbe. Les coteaux sont faits de sables (sable fin ou sable coquillier) et l'entablement du plateau est constitué de calcaire.

### Hydrographie

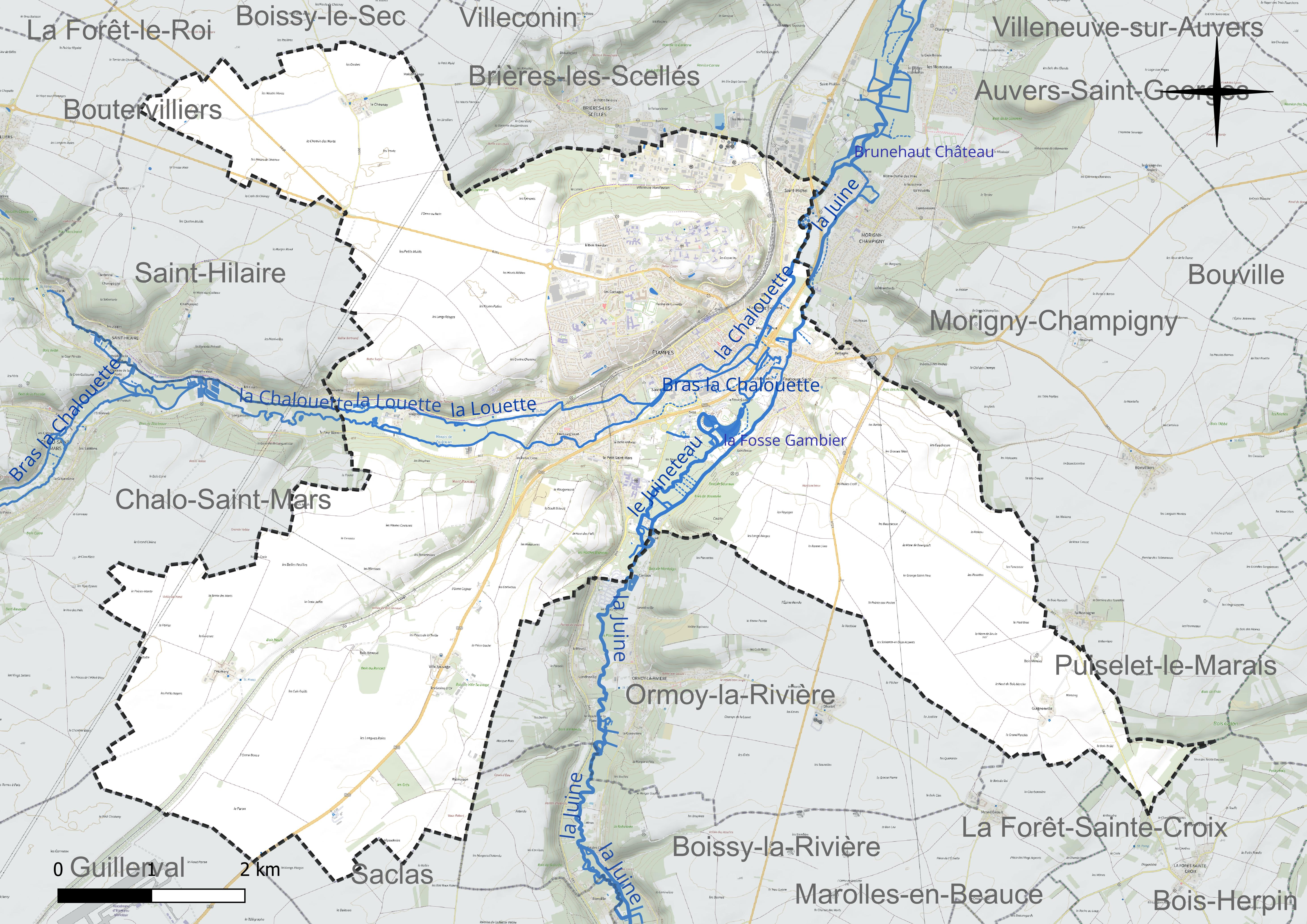
Carte hydrographique de la commune.

La commune est traversée par la Juine et par tout un réseau de cours d'eau forcés, constitué à partir de l'an mil environ pour faire tourner les roues des moulins qui ont fait sa richesse jusqu'au XIXe siècle : les eaux de la Louette et de la Chalouette, affluents de la Juine, ont été réunies au niveau des Portereaux pour former ce qu'on a appelé la rivière d'Étampes, qui traverse le centre-ville. Elles y sont rejointes par celles du Juineteau, artificiellement divisées en sept bras dont quatre portent les noms de rivière de l'Arche, ruisseau de Guillerval, ruisseau de la Filature et ruisseau de la Filière et qui drainent une zone autrefois marécageuse. Le Juineteau traverse également le quartier Saint-Pierre où il irrigue des jardins. Étampes comptait seize moulins à blé (provenant de la plaine céréalière de Beauce), un moulin à foulon, un à chamois, un à tan, deux tanneries en cuir fort et en veau, une mégisserie, une chamoiserie pour traiter les produits issus des troupeaux de moutons de la Beauce (laine, cuir), Étampes étant réputé pour la qualité de ses gants.

### Climat
Pour des articles plus généraux, voir Climat de l'Île-de-France et Climat de l'Essonne.
En 2010, le climat de la commune est de type climat océanique dégradé des plaines du Centre et du Nord, selon une étude du CNRS s'appuyant sur une série de données couvrant la période 1971-2000. En 2020, Météo-France publie une typologie des climats de la France métropolitaine dans laquelle la commune est exposée à un climat océanique altéré et est dans la région climatique Sud-ouest du bassin Parisien, caractérisée par une faible pluviométrie, notamment au printemps (120 à 150 mm) et un hiver froid (3,5 °C).
Pour la période 1971-2000, la température annuelle moyenne est de 11,2 °C, avec une amplitude thermique annuelle de 15,5 °C. Le cumul annuel moyen de précipitations est de 662 mm, avec 10,7 jours de précipitations en janvier et 7,6 jours en juillet. Pour la période 1991-2020, la température moyenne annuelle observée sur la station météorologique la plus proche, située sur la commune de Dourdan à 15 km à vol d'oiseau, est de 11,4 °C et le cumul annuel moyen de précipitations est de 654,2 mm,. Pour l'avenir, les paramètres climatiques de la commune estimés pour 2050 selon différents scénarios d'émission de gaz à effet de serre sont consultables sur un site dédié publié par Météo-France en novembre 2022.

## Urbanisme

### Typologie
Au 1er janvier 2024, Étampes est catégorisée centre urbain intermédiaire, selon la nouvelle grille communale de densité à sept niveaux définie par l'Insee en 2022.
Elle appartient à l'unité urbaine d'Étampes, une agglomération intra-départementale regroupant trois  communes, dont elle est ville-centre,,. 
Par ailleurs la commune fait partie de l'aire d'attraction de Paris, dont elle est une commune de la couronne,. Cette aire regroupe 1 929 communes,.

### Occupation des sols

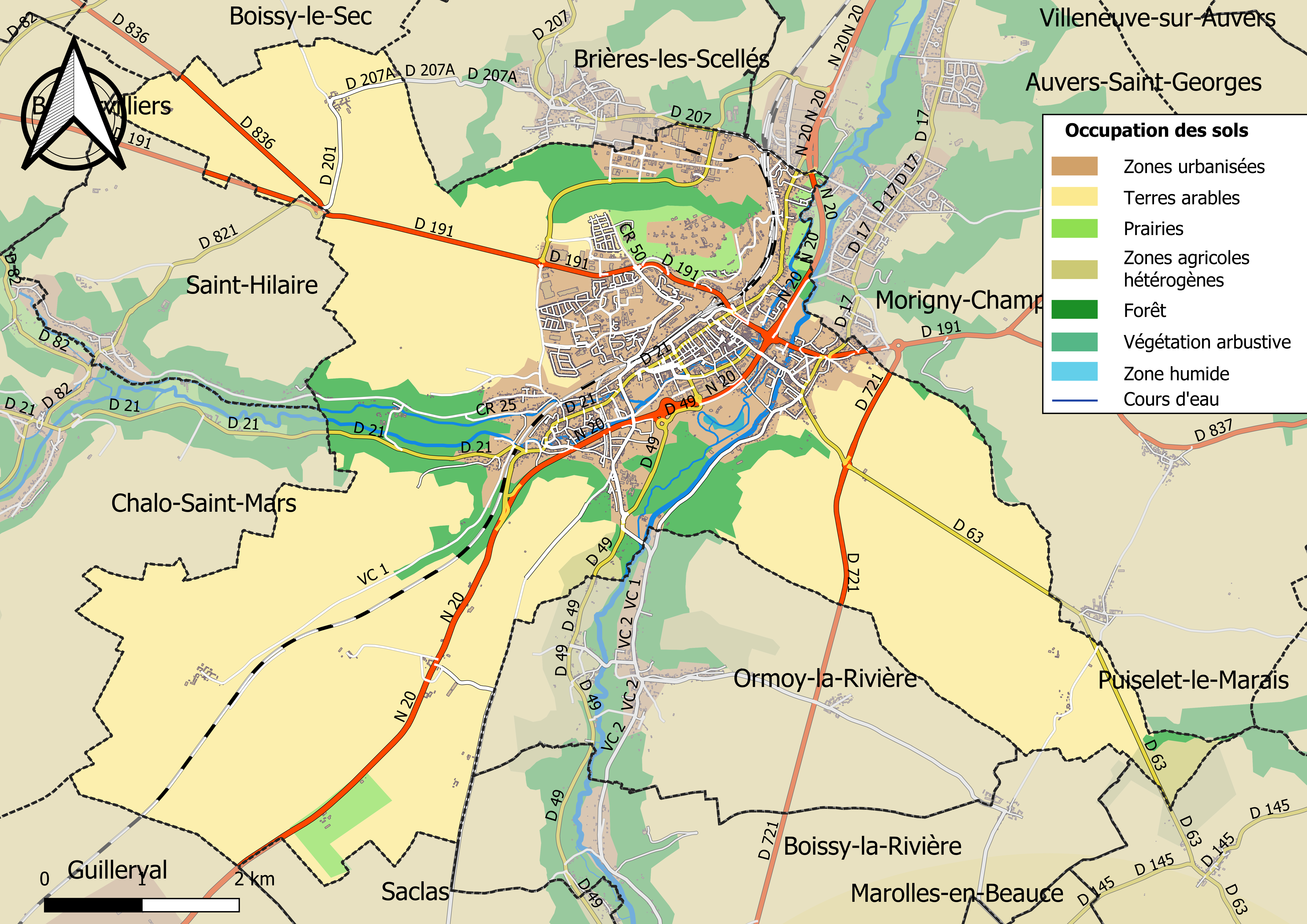
Carte des infrastructures et de l'occupation des sols de la commune en 2018 (CLC).

| Type d'occupation           | Pourcentage | Superficie (en hectares) |
| --------------------------- | ----------- | ------------------------ |
| Espace urbain construit     | 13,8 %      | 635,43                   |
| Espace urbain non construit | 6,3 %       | 289,71                   |
| Espace rural                | 79,9 %      | 3 674,31                 |
| Source : Iaurif-MOS 2008    |             |                          |

### Morphologie urbaine
La ville était sous l'Ancien Régime divisée en cinq paroisses nommées Saint-Martin, Saint-Gilles, Saint-Basile, Notre-Dame et Saint-Pierre. Dépendant de celle de Saint-Martin, le Petit-Saint-Mars était encore un hameau. Chaque quartier avait alors une physionomie et une vie propre. À la Révolution, Notre-Dame, Saint-Basile et Saint-Pierre furent regroupés en une seule paroisse.
Aux XIXe et XXe siècles, la topographie de la ville fut profondément modifiée à plusieurs reprises. En premier lieu, le tracé de la voie de chemin de fer Paris-Orléans a coupé pendant longtemps le centre-ville du plateau de Guinette, et empêché son extension de ce côté-là. Après guerre, une nouvelle voie transversale fut ouverte, suggérée par les cicatrices du bombardement du 10 juin 1944, l'avenue de la Libération, qui a redessiné les frontières du centre-ville en l'agrandissant aux dépens du quartier Saint-Gilles. Enfin, en 1962, la création d'une déviation de la route nationale 20 séparait du centre-ville l'une de ses parties qui désormais appartient au quartier Saint-Pierre et marquait en même temps la limite entre Saint-Martin et le Petit-Saint-Mars devenus contigus.
Désormais, le quartier du centre-ville comprend donc les anciennes paroisses de Notre-Dame et de Saint-Basile, augmenté d'un côté d'une fraction du quartier Saint-Gilles, et amputé par ailleurs de tous les côtés, par la route nationale 20 du côté de Saint-Pierre, et au nord par le développement du quartier Saint-Michel. Le plateau de Guinette, de l'autre côté de la voie de chemin de fer, a commencé son urbanisation à partir des années 1960 avec la construction de nombreux grands ensembles, et constitue aujourd'hui un quartier entièrement nouveau, qui connaît une belle vitalité malgré son classement en zone urbaine sensible puis quartier prioritaire, tout comme la Croix de Vernailles.
Plusieurs hameaux sont répartis sur le territoire à la périphérie de la ville. On peut citer Valnay et Pierrefitte à l'ouest, le Chesnay au nord-ouest, l'Humery et les Hauts Carnaux au sud. L'Insee découpe la commune en neuf îlots regroupés pour l'information statistique soit Saint-Michel et Saint-Michel Est, Saint-Pierre, Guinette 1 et 2, Centre-ville, Saint-Gilles, Saint-Martin et Saint-Martin Sud.

### Habitat et logement
En 2021, le nombre total de logements dans la commune était de 12 109, alors qu'il était de 11 026 en 2016 et de 10 220 en 2011. 
Parmi ces logements, 88,9 % étaient des résidences principales, 0,9 % des résidences secondaires et 10,2 % des logements vacants. Ces logements étaient pour 33,3 % d'entre eux des maisons individuelles et pour 66,1 % des appartements. 
Le tableau ci-dessous présente la typologie des logements à Étampes en 2021 en comparaison avec celle de l'Essonne et de la France entière. Une caractéristique marquante du parc de logements est ainsi la faible proportion des résidences secondaires et logements occasionnels (0,9 %) par rapport au département (1,9 %) et à la France entière (9,7 %). 
| Typologie                                               | Étampes | Essonne | France entière |
| ------------------------------------------------------- | ------- | ------- | -------------- |
| Résidences principales (en %)                           | 88,9    | 91      | 82,2           |
| Résidences secondaires et logements occasionnels (en %) | 0,9     | 1,9     | 9,7            |
| Logements vacants (en %)                                | 10,2    | 7,2     | 8,1            |

La commune, qui disposait en 2014 de 25,52 % de son parc de résidences principales constitué de logements sociaux, ne respecte plus les obligations qui lui sont faites par l'article 55 de la loi SRU de disposer d'au moins 25 % de ces logements, avec un ration qui a baissé à 24,88 %

### Voies de communication et transports

#### Infrastructures routières
La commune est desservie par la route nationale 20 qui permet de rallier rapidement Paris à la Porte d'Orléans ou, plus proche, la Francilienne à vingt-trois kilomètres au nord. La route nationale 191 devenue RD 191, qui passe par le centre-ville, fait office de grande rocade pour la région et permet de rejoindre l'autoroute A10 à dix-neuf kilomètres à l'ouest, l'A11 et la route nationale 10 à vingt-six kilomètres à l'ouest et l'autoroute A6 à vingt-sept kilomètres au nord-est. Les routes départementales (anciennes nationales) 836 et 837, qui ceinturent le sud de l'Essonne, mènent l'une à Dourdan et Rambouillet à l'ouest, l'autre à Milly-la-Forêt et Fontainebleau à l'est.
D'autres voies ont pour point de départ Étampes, la route départementale 21 vers l'ouest, la route départementale 821 qui fait une rocade ouest, complétée au nord par la route départementale 201, la route départementale 49 et la route départementale 721 vers le sud, la route départementale 63 vers l'est.

#### Transport en commun

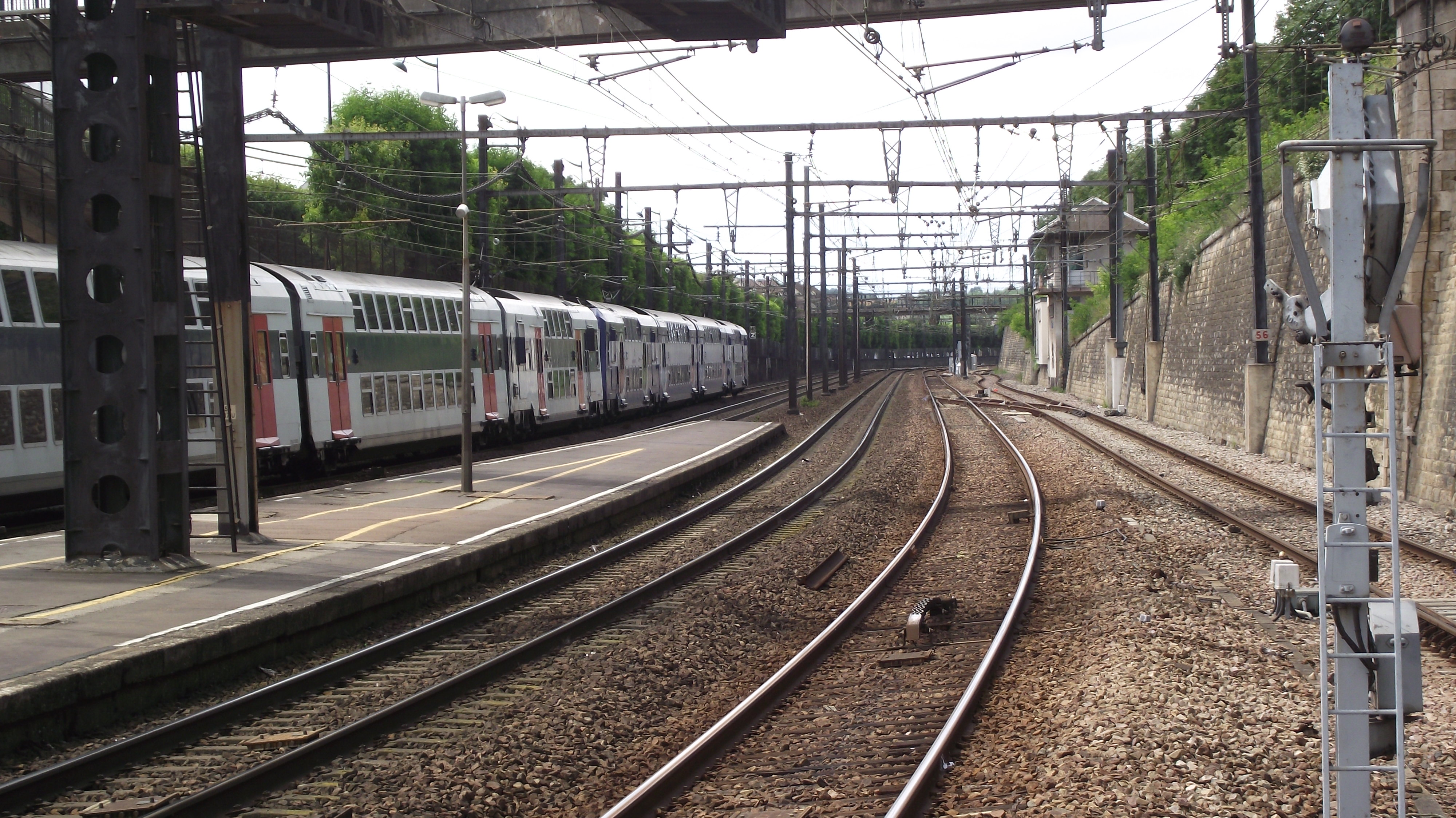
La gare d'Étampes.

La branche C6 de la ligne C du RER dessert dans la commune les deux gares d'Étampes et de Saint-Martin d'Étampes, son terminus. Elle relie la ville à la gare de la bibliothèque François-Mitterrand en trois quarts d'heure avec quatre trains par heure en horaire de pointe, dix minutes de plus et deux fois moins de trains en période creuse.
La gare d'Étampes est de plus desservie par la ligne Paris - Orléans du TER Centre-Val de Loire, qui assure aux heures de pointe des liaisons directes en trente minutes avec Paris-Austerlitz. La gare de Massy-TGV est située à trente-trois kilomètres, elle est accessible avec un changement par le RER C ou directement par la route nationale 20.
La commune est desservie par le réseau de bus Essonne Sud Ouest de transports urbains. Trois lignes spécifiques permettent au personnel du CEA de rallier ses sites à partir d'Étampes. Enfin la commune a mis en place des monospaces à destination des personnes âgées, qui circulent sur commande.

### Desserte aérienne
L'aéroport Paris-Orly est situé à trente-six kilomètres au nord-est et accessible avec deux changements par le RER C, puis le RER B et l'Orlyval. L'aéroport Paris-Charles-de-Gaulle est quant à lui accessible avec un changement par les RER C puis B. Enfin sur la commune voisine de Guillerval se trouve l'aéroport d'Étampes-Mondésir, ouvert avec restrictions à la navigation de tourisme.

## Toponymie

### Toponymie de la ville
Les formes  les plus anciennes de la localité correspondent au territoire de la localité "pays d'Étampes ou Etampois": pago Stampensi vel Carnoteno en 587,, sitam in territorio Stapense … sitam in Stampense, in terraturio Stampense en 615,.
Le nom de la bourgade d'Étampes proprement dit est attesté à partir du VIIe siècle par des inscriptions sur des monnaies mérovingiennes [réf. nécessaire], Stampas 642-658, Stampae VIIe siècle, Castellum Stampis au XIe siècle, Stampae Vetulae en 1046, Stampas en 1073, Veteres Stampas en 1085, de Stampis en 1182, Stampae en 1194, Estampe en 1260, Estampes en 1370, Étampes sous le duc d'Orléans au XIVe siècle, Étampes la Vallée sur la cloche du duc de Berry à Notre-Dame en 1401, le duché d'Estempes (clément Marot) en 1537. L'orthographe Étampes semble s'imposer à partir de 1711, mais la carte de Cassini mentionne, encore, Estampes vers 1757, Étampes v. 1850.
Il y a accord sur l'étymologie pour dire qu''Étampes est  issu d'un dérivé germ. *stampon d'où procède l'allemand actuel stampfen "écraser, piétiner, renverser" et l'ancien français  estamper "écraser, piler". Cependant la signification du nom d'Étampes reste discutée. Il peut signifier pour certains "(fermes) renversées, détruites", pour d'autres il signifierait plus vraisemblablement "lieu aménagé pour fouler", une sorte de moulin, ou "foulerie de grains" ou "grand pressoir".

### Toponymie des quartiers & rues d'Étampes
La toponymie des différents quartiers de la ville est transparente pour ceux qui reprennent la titulature de leurs églises : Saint-Basile, Saint-Martin, Notre-Dame, Saint-Gilles, Saint-Pierre-et-Saint-Michel, ces deux derniers lieux de culte ayant aujourd'hui disparu. De même, le nom du Petit-Saint-Mars vient de la chapelle qui y était dédiée à saint Médard (Mars est un diminutif de Médard) tout en le distinguant du village voisin de Chalo-Saint-Mars, également appelé Grand-Saint-Mars.
Cependant, le quartier Saint-Martin s'est aussi appelé au Moyen Âge Étampes les Vieilles, d'où la tradition qui en a fait le berceau de la ville : Bernard Gineste y a relevé une confusion, la dénomination originelle étant Étampes les Veys, soit en ancien français les gués d'Étampes, là où l'on franchissait la Louette et la Chalouette sur la route de Paris à Orléans.
Le quartier de Guinette doit quant à lui son nom à une très ancienne ferme, mentionnée sous ce nom dès le XVIe siècle et qui a longtemps été le seul lieu d'habitation du secteur. Le nom pourrait dériver de celui de l'un de ses propriétaires, dénommé Guinet.
Les noms de certaines rues d'Étampes sont attestés dès le Moyen Âge central : la rue Evezard c'est-à-dire d'Évrard, la rue au Comte peut-être en rapport avec le comte de Montlhéry, la rue Darnatal, section de l'actuelle rue de la République dont le nom signifierait nouvel étal, par allusion à une boucherie fondée par Philippe Auguste. La section suivante de la rue de la République, jusqu'à Saint-Pierre, s'appelait le Perray, parce que c'était une chaussée empierrée pour assurer le passage dans une zone marécageuse.

## Histoire

### Antiquité
À l'époque gallo-romaine, Étampes était un bourg qu'on situe aujourd'hui dans l'actuelle zone industrielle. Son cimetière, apparemment le plus vaste d'Île-de-France connu à ce jour[Quand ?], a été localisé en 2006. Dès le XVIIe siècle, des trouvailles ont été faites dans ce secteur prometteur pour l'archéologie. Des fouilles encore en cours en 2008 ont par ailleurs mis au jour à Saint-Martin les restes d'une villa rustica gallo-romaine.

### Moyen Âge

#### Mérovingiens & Carolingiens
La toponymie indique l'apparition de la bourgade d'Étampes vers 587 sous les Francs. Elle est le chef-lieu d'un territoire fiscal "pago Stampensi", "pays d'Étampes", contrôlé par un comes (comte), qui aboutit quelques siècles plus tard à l'Étampois, mais à l'époque carolingienne ce territoire ne devient pas un comté et attend la fin du XIIIe siècle pour le[Quoi ?] retrouver.[réf. nécessaire]
Au VIe siècle, Grégoire de Tours fait état d'une guerre qui aurait à son époque ravagé le pays d'Étampes, sans plus de précision. Au siècle suivant a lieu, du côté de Saint-Martin, un combat resté connu sous le nom de bataille d'Étampes, le 25 décembre d'une année qui n'est pas déterminée avec certitude, traditionnellement 604. L'armée du roi de Neustrie Clotaire II, commandée par le maire du palais Landéric, y est défaite par les troupes coalisées de Thierry II et Thibert II, rois de Bourgogne et d'Austrasie[réf. nécessaire].

#### Les Capétiens

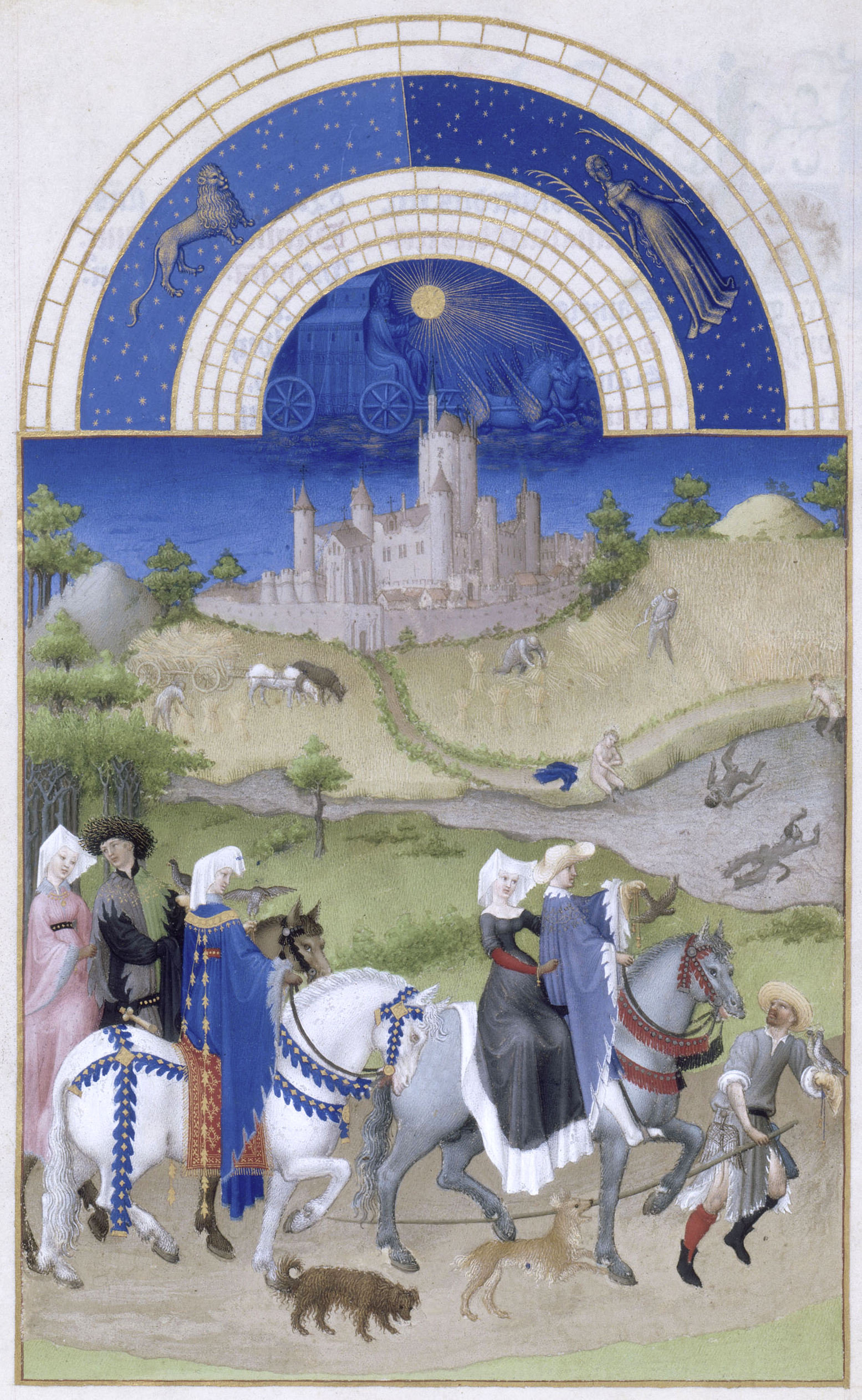
Enluminure du folio 8 (verso) du mois d'août extraite du livre d'heures Les Très Riches Heures du duc de Berry, représentation du château d'Étampes au Moyen Âge.

En 911, les troupes normandes de Rollon saccagèrent la ville. On connaît encore mal l'histoire du transfert progressif du noyau urbain principal dans l'actuel centre-ville. Récemment Bernard Gineste a développé l'idée que Saint-Basile était d'une fondation carolingienne, et que le périmètre de la place forte originelle, le castrum, attestée dès les environs de 936, était en contrebas, et encore très restreint au milieu du XIe siècle. Il n'aurait compris que quelques pâtés de maisons entre les actuelles rues du Petit-Panier, Sainte-Croix, de la Tannerie, Evezard et le début de la rue du Renard. Les fouilles archéologiques menées juste après par l'INRAP, d'abord sur le site de l'ancien Hôtel-Dieu puis rue de la République, sous la direction de Xavier Peixoto, ont confirmé ces hypothèses fondées sur l'étude d'une charte de 1046, importante pour l'histoire de la ville.
Helgaud de Fleury, ami et biographe du roi Robert le Pieux, attribuait à ce monarque et à son épouse Constance d'Arles, la construction d'un palais dans ce castrum, ainsi que celle d'une collégiale desservie par douze chanoines, nommée Notre-Dame. Il semble cependant que cette dernière fondation fût surtout le fait de la noblesse locale. Deux villes coexistaient alors : Estampes-le-Châtel et Estampes-les-Vieilles.
Comme son grand-père Robert, Philippe Ier séjourne à plusieurs reprises à Étampes. Alors qu'il y hiverne en 1079, il tente d'y imposer son autorité à Hugues du Puiset, qui malmenait les clercs du Pays chartrain voisin. Mais ce vassal se rebelle et défait l'armée royale près du Puiset, humiliation dont la royauté ne se relève que sous le règne suivant, celui de Louis VI.
En 1123, Louis VI le Gros accorde une franchise aux marchands qui s'installaient dans le secteur inhabité qui séparait alors le quartier Notre-Dame du quartier Saint-Martin. Ce fut l'origine du peuplement du quartier Saint-Gilles.
En 1130, le roi convoque dans la ville les archevêques de Sens, Reims et Bourges ainsi que des évêques et abbés parmi lesquels Bernard de Clairvaux, afin de juger lequel  des deux prétendants d'alors est  le pape légitime sur le plan canonique. Leur assemblée, restée le plus notable des conciles d'Étampes, se prononce en faveur d'Innocent II et refuse de considérer le dossier de son adversaire Anaclet II.[réf. nécessaire]
C'est à nouveau à Étampes et toujours avec le concours de saint Bernard que le successeur de Louis VI, Louis VII le Jeune, réunit en 1147 le concile qui achève les préparatifs de la deuxième croisade.[réf. nécessaire]
À cette époque se trouve au lieu-dit actuel du Temple la commanderie d'Étampes de l'ordre du Temple, comprenant entre autres une maison et une chapelle. C'était aussi un bailliage[à vérifier] avant la dissolution de l'ordre en 1312.[réf. nécessaire]
La place forte sert ultérieurement  de prison à Ingeburge de Danemark, femme répudiée de Philippe Auguste. Ce roi avait fait d'Étampes une des douze bonnes villes de France, disant que c'était « une des meilleures cités du royaume après Orléans et Paris ».[réf. nécessaire]
Par la suite, Étampes change plusieurs fois de seigneurs, ainsi quand Philippe le Bel l'érige en comté en 1298 pour son demi-frère Louis d'Évreux, puis lorsque Charles IV en fait une pairie en 1327 pour son neveu Charles d'Étampes.[réf. nécessaire]
Le 15 décembre 1411, la ville assiégée par Jean sans Peur est prise et revient au duché de Bourgogne. Mais en 1478, un arrêté du Parlement annula toutes prétentions féodales, la ville étant désormais sous la protection des rois de France. En 1484, c'est à Étampes que le roi Charles VIII signe les Statuts et ordonnances des cordonniers de Chartres.[réf. nécessaire]

### Temps modernes
En 1514, la ville reçoit du roi l'autorisation d'élire un conseil municipal et de faire bâtir une maison commune.[réf. nécessaire]

#### Étampes et les favorites royales
François Ier donne le comté et la ville à sa favorite Anne de Pisseleu dont le mari, complaisant, est même créé duc d'Étampes en 1536, le territoire du nouveau duché est augmenté des terres de Dourdan et La Ferté-Alais. Cependant le bel hôtel qu'on appelle maison d'Anne de Pisseleu n'héberge jamais cette duchesse. Henri II en montant sur le trône enleve ce titre à la maîtresse de son père et l'attribue à sa propre favorite, Diane de Poitiers. Mais l'hôtel étampois dit de Diane de Poitiers n'est pas davantage la résidence de cette deuxième duchesse d'Étampes. Ensuite la famille de Vendôme reçoit Étampes en héritage de Gabrielle d'Estrées, favorite d'Henri IV, qui en est la souche. Charles Quint aurait dit d'Étampes : « c'est une belle rue ».[réf. nécessaire]

#### Guerres de religion
Pour la défense de Paris, le lieutenant général de l'armée royale, Antoine de Bourbon installe à Étampes une garnison et organise des réquisitions de grains dans les alentours, entre avril et mai 1562. À ces réquisitions s'ajoutent une mauvaise récolte et une peste qui survient en octobre 1562.
La garnison abandonne la ville qui est prise par le prince de Condé le 13 novembre 1562. Les troupes protestantes l'occupent et y commettent de nombreuses dégradations, notamment dans les églises. Mais la victoire de l'armée royale à la bataille de Dreux permet au duc de Guise de mettre le siège devant Orléans et de forcer la garnison protestante d'Étampes à abandonner la ville le 2 janvier 1563, avant son arrivée.
En 1567, malgré l'organisation d'une milice bourgeoise, le comte de Montgomery prend la cité après un assaut le 17 octobre au cours duquel le couvent des Cordeliers est incendié. Mais le 16 novembre le parti protestant doit une fois encore abandonner la ville, après la bataille de Saint-Denis. En 1569, la région est à nouveau ravagée par les mercenaires licenciés retournant  en Allemagne après la bataille de Moncontour.
En 1587, la ville constitue une ligue catholique qui se rallia à la Sainte-Ligue le 19 août 1588. Elle reçoit alors une garnison ligueuse, mais est prise très rapidement par les deux Henri (Henri III et Henri de Navarre), le 23 juin 1589, puis pillée pendant trois jours. Les chefs de l'armée interdisent les violences aux habitants, ce qui n'empêche pas des viols.
Le 20 octobre de la même année, les ligueurs mettent le siège devant Étampes et y pénétrent le 23. Plusieurs magistrats catholiques sont ensuite massacrés. Dès le 5 novembre Henri IV reprend la cité sans combat, le gouverneur ligueur, le comte de Clermont-Lodève, étant abandonné par les bourgeois de la ville.
En 1589, à la demande des habitants, le château et les fortifications sont démantelés.

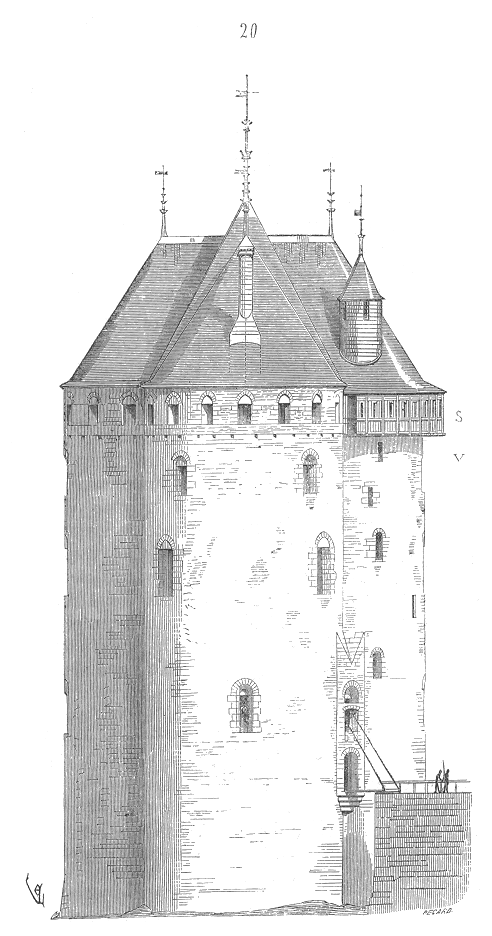
Illustration du donjon d'Étampes.
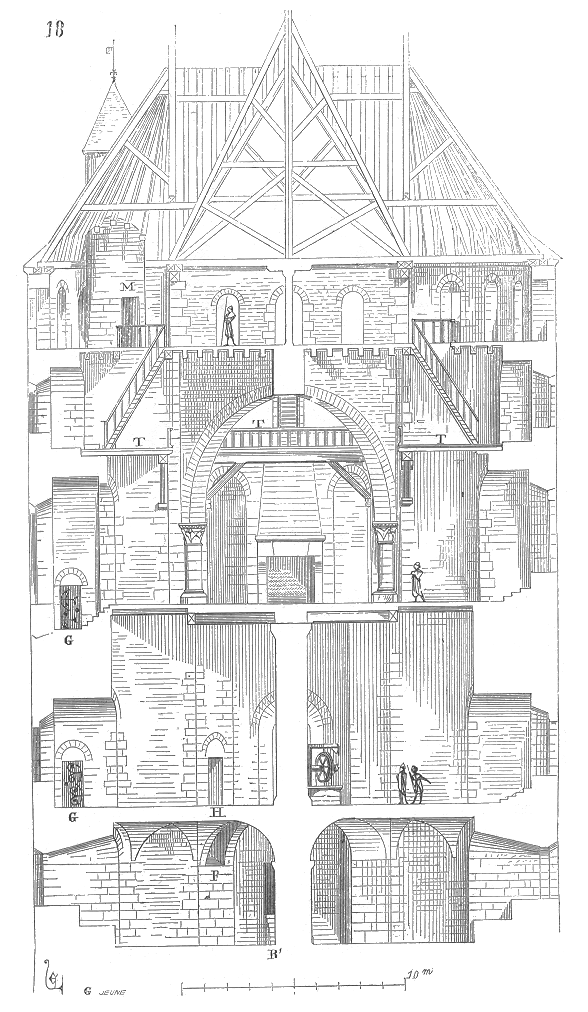
Plan en coupe du donjon d'Étampes.
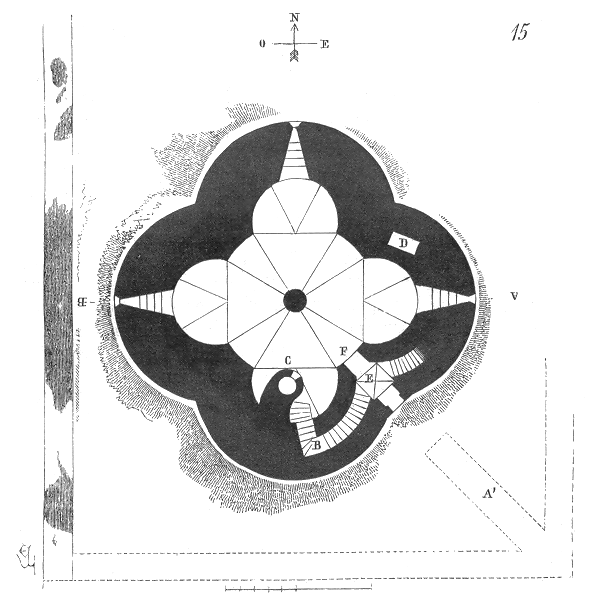
Rez-de-Chaussée du donjon d'Étampes.
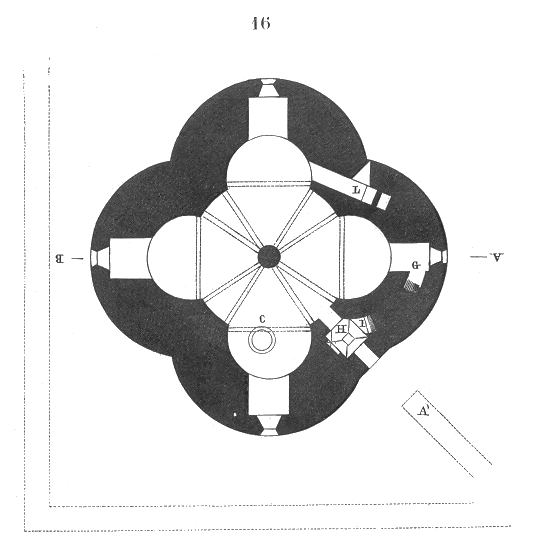
Premier étage du donjon d'Étampes.
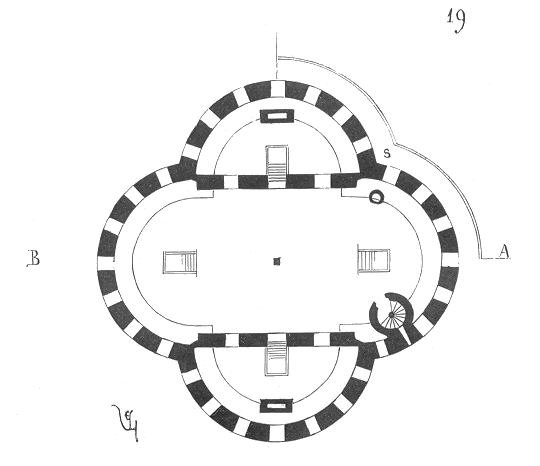
Grande salle d'entresol du donjon d'Étampes.
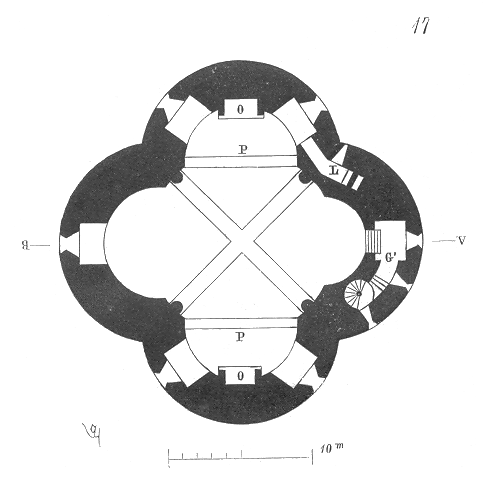
Deuxième étage du donjon d'Étampes.

#### De la Fronde à la Révolution

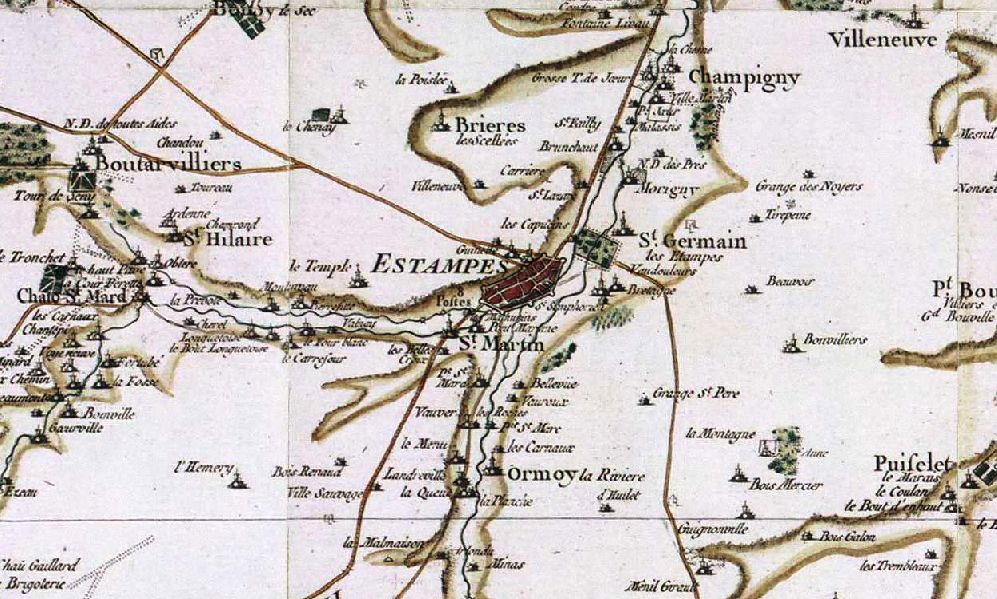
Carte d'« Estampes » sur la Carte de Cassini (XVIIIe siècle).

L'Orléanais - dont Étampes faisait partie - dans ses limites du XVIIIe siècle et les communes et départements actuels.

Durant la Fronde, Turenne bat une armée frondeuse, privée de son chef Condé, le 4 mai 1652. L'armée royale fait ensuite le siège de la cité. Cette même année, la ville frappée par la peste est secourue par saint Vincent de Paul.
En 1712, le duché revient à la couronne.
Un arrêt du 30 juillet 1767 indique la perception des droits de havage pour le bourreau d'Étampes.

### Révolution française et Empire
Le 15 mars 1789, le bailliage élit Jacques-Auguste de Poilloüe de Saint-Mars député de la noblesse aux états généraux.
En 1790, la province de l'Orléanais est démantelée et le département de Seine-et-Oise créé.
Le 3 mars 1792, les ouvriers, principalement agricoles, manifestent, excédés par la montée des prix des denrées de première nécessité. Cette guerre des farines a un retentissement important sur l'assemblée constituante. Par exemple la miche de pain dépasse la moitié de leur salaire journalier. La situation a évolué depuis 1774 : en effet le prix était auparavant garanti par les services du commerce des grains. Ce commerce n'étant plus surveillé, il devient l'objet de grandes spéculations. Le maire Jacques Guillaume Simoneau, questionné par la foule, est dépassé ; répondant qu'il est simplement dans l'incapacité d'intervenir, il est massacré. Ce lynchage provoque un grand émoi dans l'Assemblée législative. Elle réagit en instituant une Fête de la Loi, souvenir de ce 3 juin 1792, mémoire du "martyr" de la "liberté du commerce". Le petit peuple a en effet le sentiment d'être dupé par la déclaration des droits de l'homme qui masque un renversement important de valeurs : d'un pouvoir tutélaire protecteur des "petits" contre les commerçants, on passe à un pouvoir protégeant la liberté d'une autre classe, celle des commerçants.

### Époque contemporaine

#### XIXesiècle
Le 26 mars 1846 eut lieu l'inauguration de la ligne de chemin de fer de Paris à Tours, qui relie alors la capitale à Orléans via Étampes en trois heures et demie.
Le 2 mai 1852 est inauguré  théâtre, financé sur l'apport volontaire de contributeurs privés. En 1859, la ville achète la ruine du donjon. Et en 1894 fut achevée la construction de l'hospice pour vieillards et de chirurgie.

#### XXeetXXIesiècles
En 1905 ouvrit la maternité du centre hospitalier. Le 22 novembre 1907, trois malfaiteurs attaquent après la gare d'Étampes l'express no 16 en provenance de Toulouse, dérobant dix mille francs-or.
Pendant la Première Guerre mondiale, le pensionnat Jeanne-d'Arc accueile un hôpital de 40 lits, l'Hôpital auxiliaire de la société de secours aux blessés militaires (HASSBM) n°15, tandis que le collège Geoffroy-Saint-Hilaire devient l'Hôpital auxiliaire de l'association des Dames de France (HAADF) n°217.
En 1923 Henry Dresch installe une usine dans la commune et y fabrique des motocyclettes jusqu'en 1939.

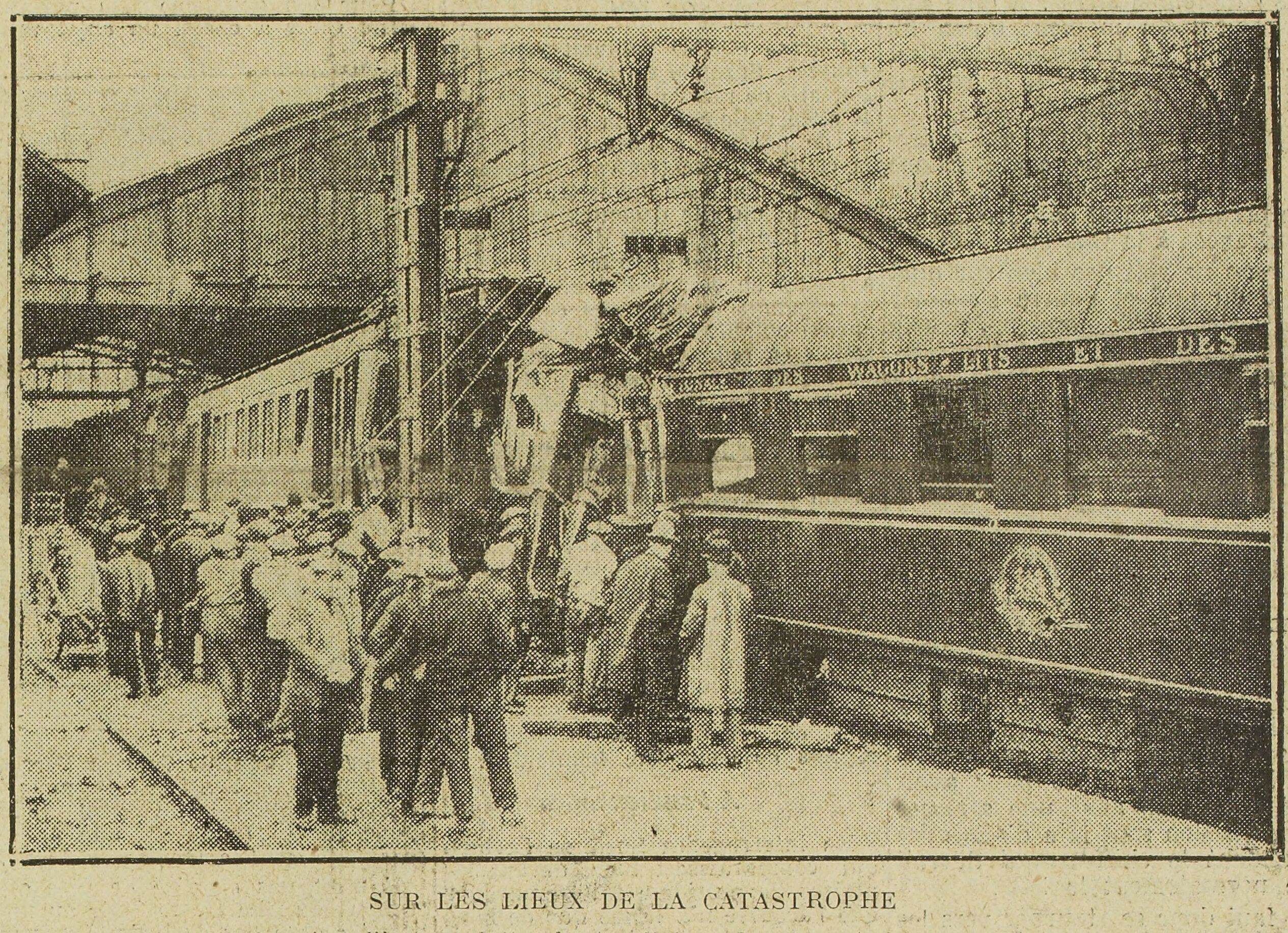
La catastrophe d'Etampes, photo publiée par Le Peuple du 21 mars 1931

Le 19 mars 1931  a lieu l'Accident ferroviaire d'Étampes lors duquel les derniers wagons du rapide no 23 Paris - Hendaye déraillent à l'entrée de la gare d'Étampes au passage sur un aiguillage, faisant dix morts et une quarantaine de blessés dans des conditions jamais vraiment élucidées.

#### Étampes et l'aviation
Louis Blériot prépare sa traversée de la Manche, en 1909, par un vol d'Étampes à Chevilly. Peu après, il installe, sur le territoire de la commune voisine de Guillerval, une école d'aviation à côté de laquelle Maurice Farman en installe une autre. Une troisième est créée à Étampes même, sur la route de Chartres, qui est rachetée par Armand Deperdussin. Pendant la Première Guerre mondiale, cette école d'aviation militaire d'Étampes est l'une des plus importantes de France, avec celles situées près des villes de Chartres, de Châteauroux, d'Istres, ou encore d'Avord.

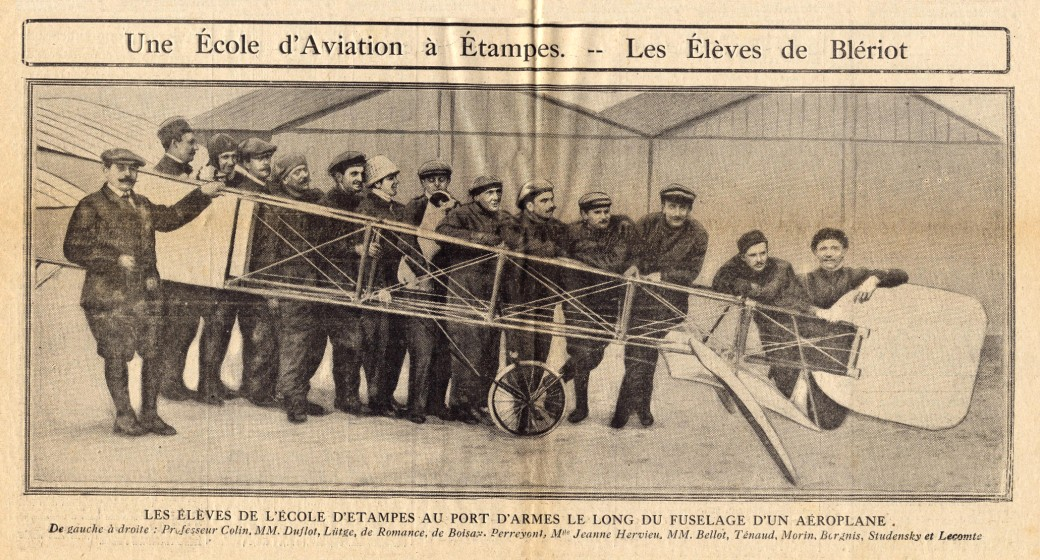
Les élèves de l'école Blériot en 1910.

Étampes joue par là un grand rôle dans l'histoire de l'aviation naissante, celui de pépinière, car de nombreux pilotes de diverses nationalités viennent y apprendre à voler avant d'aller répandre dans leurs pays d'origine ce qu'ils avaient acquis dans ces trois écoles. Plus tard Marcel Bouilloux-Lafont, maire d'Étampes, est directeur de l'Aéropostale. C'est aussi à Étampes, sur la base aérienne 251 Étampes-Mondésir que naît la Patrouille de France, d'abord nommée Patrouille d'Étampes. C'est encore à Étampes que sont conçus les premiers drones, dès 1923.
Durant la Première Guerre mondiale, les aviateurs belges peuvent occuper le terrain de Ville Sauvage. Jules Védrines vient essayer dans le plus grand secret le triplan Astoux mais l'avion à incidence variable s'écrase, n'ayant pu s'arrêter, dans les champs de blé le 31 août 1916.

#### Seconde Guerre mondiale
Le 14 juin 1940, pendant la débâcle, une colonne de réfugiés venus du nord de la France et de Paris qui était prise au piège dans les embouteillages du centre-ville, est cruellement mitraillée par des appareils que de nombreux témoins encore vivants et crédibles identifient avec certitude, fort curieusement, comme italiens : épisode qui reste inexpliqué[réf. nécessaire].
Peu après et jusqu'en 1944, Étampes fut l'un des quartiers généraux de la Luftwaffe, causant à la ville, qui était aussi un carrefour ferroviaire important, un bombardement sévère le 10 juin 1944 tuant cent quarante-et-un habitants et dix fois plus d'Allemands. Au cours de ce raid important, cent huit Lancaster et neuf Mosquito de la RAF, six bombardiers sont détruits.
Libérée le 22 août 1944, Étampes se trouve sur la célèbre Voie de la Liberté. La commune d'Étampes a été décorée de la Croix de guerre 1939-1945.

#### De 1945 à nos jours
Le 28 avril 1962, des attentats attribués à l'OAS sont perpétrés contre les locaux du journal communiste La Marseillaise de Seine-et-Oise et contre le commissariat de police.
Le 1er janvier 1968, après le démembrement du département de Seine-et-Oise, la commune d'Étampes est intégrée au nouveau département français de l'Essonne et abandonne son ancien code commune, le 78223.
Le 16 décembre 2005, une professeur d'art plastique est agressée par un de ses élèves au lycée Louis-Blériot.
Le 27 juillet 2008, Étampes est pour la première fois ville-étape du Tour de France.
Dans la nuit du 14 au 15 juillet 2020, les pompiers d'Étampes ont été victimes d'un guet-apens dans le quartier de la Vallée Collin, en face du stade Laloyeau. Un pompier a été blessé à la jambe par un tir d'arme à feu. Les pompiers ont du fuir les lieux pour leur sécurité.

## Politique et administration

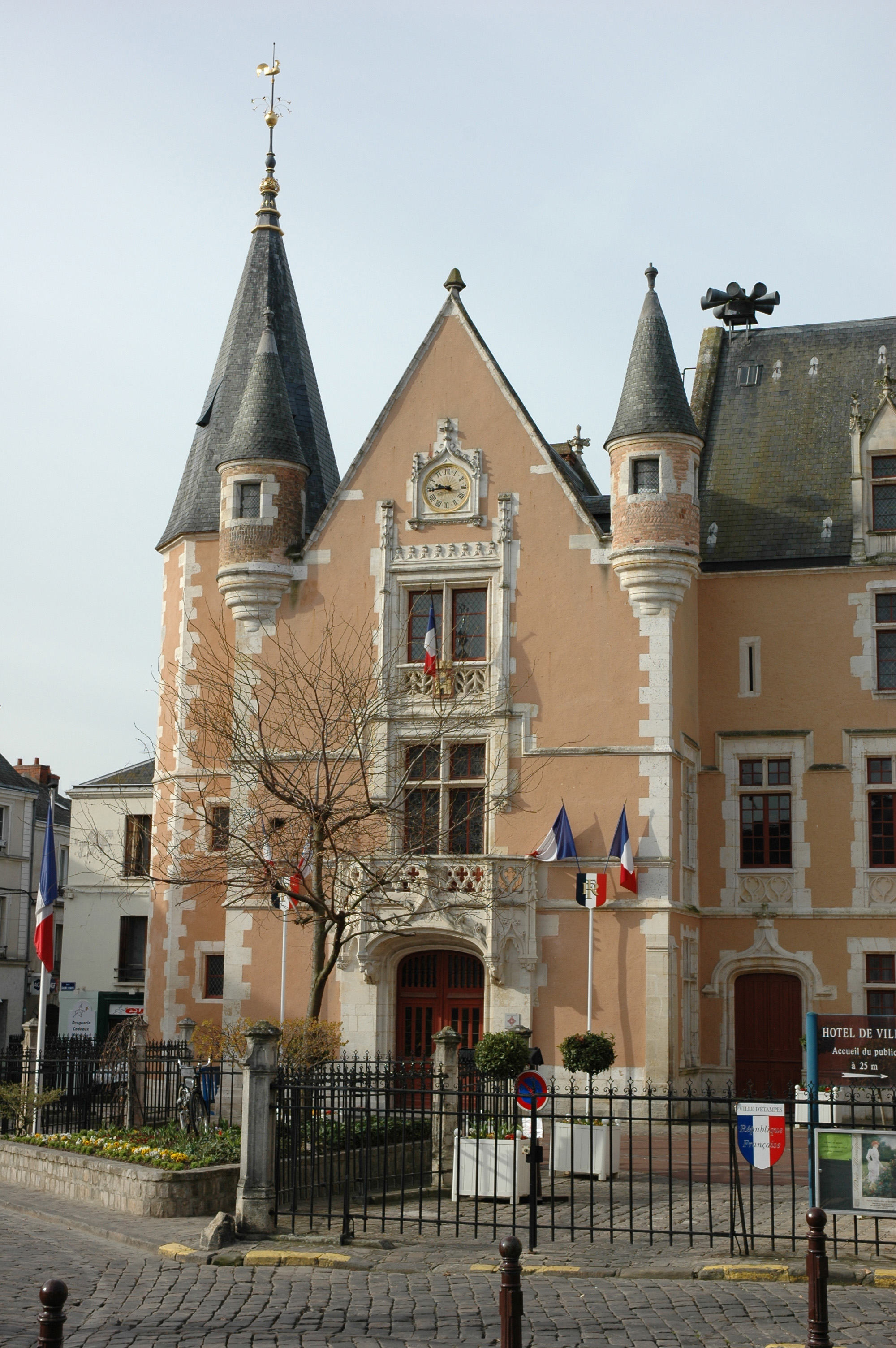
L'hôtel de ville d'Étampes.

### Rattachements administratifs et électoraux

#### Rattachements administratifs
Antérieurement à la loi du 10 juillet 1964, la commune faisait partie du département de Seine-et-Oise, et, en 1926, a perdu son statut de sous-préfecture, étant rattachée à Rambouillet (loi du 3 août 1926 et décret-loi du 10 septembre), mais cela n'a pas entravé son développement, la population ayant plus que doublé depuis lors.
La réorganisation de la région parisienne en 1964 fit que la commune appartient désormais au département de l'Essonne après un transfert administratif effectif le 1er janvier 1968. Elle est redevenue le chef-lieu de l'arrondissement d'Étampes.
Elle était depuis 1793 le chef-lieu du canton d'Étampes. Dans le cadre du redécoupage cantonal de 2014 en France, cette circonscription administrative territoriale a disparu, et le canton n'est plus qu'une circonscription électorale.

#### Rattachements électoraux
Pour les élections départementales, la commune est depuis 2014 le bureau centralisateur d'un nouveau canton d'Étampes porté de 11 à 45 communes..
Pour l'élection des députés, elle fait partie de la deuxième circonscription de l'Essonne.

### Intercommunalité
La ville est le siège de la communauté de communes de l'Étampois Sud-Essonne, un établissement public de coopération intercommunale (EPCI) à fiscalité propre créé en 2009 et auquel la commune avait transféré un certain nombre de ses compétences, dans les conditions déterminées par le code général des collectivités territoriales, et qui succédait à la communauté de communes de l'Étampois, elle-même créée en 2003.
Cette intercommunalité s'est transformée en communauté d'agglomération sous le nom de communauté d'agglomération de l'Étampois Sud-Essonne le 1er janvier 2016.

### Tendances et résultats politiques
Située en lointaine périphérie de l'agglomération parisienne, Étampes se rapproche du profil politique d'une ville importante de province, relativement à droite, privilégiant les candidats de droite aux élections présidentielles et les plébiscitant aux élections législatives et cantonales. Les électeurs ont également moins voté pour les candidats de gauche que le reste du département lors des dernières élections régionales (51,31 % pour Jean-Paul Huchon en Essonne contre 48,36 % à Étampes) et européennes. Par ailleurs, les Étampois ont plus nettement rejeté le Traité constitutionnel européen que le reste de leur département, à 59,16 % contre seulement 50,71 % pour l'ensemble de l'Essonne. Des sections du Parti socialiste et du Parti communiste sont installées dans la commune, représentatives pour le sud du département.
Élections présidentielles
Résultats des deuxièmes tours :
- Élection présidentielle de 2002 : 81,66 % pour Jacques Chirac (RPR), 18,34 % pour Jean-Marie Le Pen (FN), 80,25 % de participation[74].
- Élection présidentielle de 2007 : 50,60 % pour Nicolas Sarkozy (UMP), 49,40 % pour Ségolène Royal (PS), 81,89 % de participation[75].
- Élection présidentielle de 2012 : 57,14 % pour François Hollande (PS), 42,86 % pour Nicolas Sarkozy (UMP), 79,57 % de participation[76].
- Élection présidentielle de 2017 : 67,11 % pour Emmanuel Macron (LREM), 32,89 % pour Marine Le Pen (FN), 71,06 % de participation[77].

Élections législatives
Résultats des derniers tours :
- Élections législatives de 2002 : 66,12 % pour Franck Marlin (PR), 33,88 % pour Gérard Lefranc (PCF), 62,57 % de participation[78].
- Élections législatives de 2007 : 59,89 % pour Franck Marlin (PR), élu au premier tour, 16,65 % pour Marie-Agnès Labarre (PS), 61,44 % de participation[79].
- Élections législatives de 2012 : 59,60 % pour Franck Marlin (UMP), 40,40 % pour Béatrice Pèrié (PS), 57,17 % de participation[80].
- Élections législatives de 2017 : 65,71 % pour Franck Marlin (LR), 34,29 % pour Daphné Ract-Madoux (LREM), 43,70 % de participation[81].
- Élections législatives de 2022 : 60,18 % pour Mathieu Hilaire (LFI-NUPES), 39,82 % pour Nathalie Da Conceicao Carvalho (RN), 58,03 % de participation.
- Élections législatives anticipées de 2024 : 63,58 % pour Mathieu Hilaire (LFI-NFP), 36,42 % pour Nathalie Da Conceicao Carvalho (RN), 38,74 % de participation.

Élections européennes
Résultats des deux meilleurs scores :
- Élections européennes de 2004 : 22,65 % pour Harlem Désir (PS), 15,36 % pour Patrick Gaubert (UMP), 42,02 % de participation[82].
- Élections européennes de 2009 : 26,77 % pour Michel Barnier (UMP), 16,42 % pour Daniel Cohn-Bendit (Europe Écologie), 37,40 % de participation[83].
- Élections européennes de 2014 : 25,80 % pour Aymeric Chauprade (FN), 19,94 % pour Alain Lamassoure (UMP), 36,71 % de participation[84].
- Élections européennes de 2019 : 23,72 % pour Jordan Bardella (RN), 18,66 % pour Nathalie Loiseau (LREM), 46,28 % de participation[85].
- Elections européennes de 2024 en France : 27,49 % pour Jordan Bardella (RN), 23,09 % pour Manon Aubry (LFI), 43,45 % de participation.

Élections régionales, résultats des deux meilleurs scores
- Élections régionales de 2004 : 48,36 % pour Jean-Paul Huchon (PS), 37,70 % pour Jean-François Copé (UMP), 64,12 % de participation[86].
- Élections régionales de 2010 : 56,45 % pour Jean-Paul Huchon (PS), 43,55 % pour Valérie Pécresse (UMP), 46,03 % de participation[87].
- Élections régionales de 2015 : 39,22 % pour Valérie Pécresse (LR), 37,75 % pour Claude Bartolone (PS), 51,13 % de participation[88].

Élections cantonales et départementales
Résultats des deuxièmes tours :
- Élections cantonales de 2001 : 64,52 % pour Jean-Pierre Colombani (RPR), 35,48 % pour Sébastien Lepetit (PS), 48,68 % de participation.
- Élections cantonales de 2008 : 68,13 % pour Jean Perthuis (UMP), 31,87 % pour François Jousset (PCF), 44,24 % de participation[89].
- Élections départementales de 2015 : 68,95 % pour Marie-Claire Chambaret (DVD) et Guy Crosnier (UMP), 31,05 % pour Valentin Millard et Maryvonne Roulet (FN), 42,72 % de participation[90].

Élections municipales
Résultats des derniers tours :
- Élections municipales de 2001 : 63,17 % pour Franck Marlin (RPR) élu au premier tour, 25,86 % pour Laurence Auffret-Deme (PCF), 63,69 % de participation[91].
- Élections municipales de 2008 : 70,89 % pour Franck Marlin (PR) élu au premier tour, 22,35 % pour Didier Chareille (PS), 62,56 % de participation[92].
- Élections municipales de 2014 : 71,92 % pour Franck Marlin (UMP) élu au premier tour, 6,91 % pour Marie-Thérèse Wachet (LUG), 4,82 % Mathieu Hillaire (LFG), 3,05 % François Jousset (LCOM), 55,52 % de participation[93].

- Élection municipale partielle du 12 novembre 2017 :
Après la démission d'office le 20 août 2017 de Franck Marlin de son mandat de maire à la suite de sa réélection comme député, des élections municipales sont organisées les 12 et 19 novembre 2017 afin d'élire un nouveau conseil municipal[94],[95]
 Les resultats sont : 67,65 % pour Jean-Pierre Colombani (LR) élu au premier tour, 32,35 % pour Mathieu Hillaire (LFI), 34,04 % de participation[96],[97].
- Élections municipales de 2020 : 53,85 % pour Franck Marlin (LR) élu au second tour, 27,88 % pour Mathieu Hillaire (LFI), 18,26 % pour Clotilde Douard (LREM), 41,39 % de participation[98].

Élections référendaires
- Référendum de 2000 relatif au quinquennat présidentiel : 71,64 % pour le Oui, 28,36 % pour le Non, 35,97 % de participation[99].
- Référendum de 2005 relatif au traité établissant une Constitution pour l'Europe : 59,16 % pour le Non, 40,84 % pour le Oui, 69,28 % de participation[100].

### Liste des maires
Depuis 1944, sept maires se sont succédé à la tête de l'administration municipale d'Étampes :
| Période        | Période                   | Identité              | Étiquette       | Qualité |
| -------------- | ------------------------- | --------------------- | --------------- | --- |
| août 1944      | juillet 1956              | Barthélémy Durand     | MRP (app.)      | Ancien lieutenant de vaisseau, ancien résistant Président du Comité local de libération (1944 → 1945) Conseiller général d'Étampes (1955 → 1956) Président du conseil général de Seine-et-Oise (1955 → 1956) Décédé en fonction |
| septembre 1956 | mars 1965                 | Berthe-Suzanne Vayne, |                 | |
| mars 1965      | mars 1977                 | Gabriel Barrière,     | Mod.-CD         | Vétérinaire Président du district d'Étampes (1975 → ?) Suppléant du député Michel Boscher (1967 → 1968) |
| mars 1977      | juin 1995                 | Gérard Lefranc,       | PCF             | Ingénieur informatique au journal La Marseillaise Conseiller général d'Étampes (1976 → 1982) Conseiller régional d'Ile-de-France (1979 → 1982 et 1990 → 2004)                                                                   |
| juin 1995      | août 2017,                | Franck Marlin         | RPR puis UMP-LR | Ancien directeur de cabinet Député de l'Essonne (2e circ.) (1995 → 2020) Démissionnaire à la suite de sa réélection comme député                                                                                                |
| novembre 2017  | mars 2018                 | Jean-Pierre Colombani | LR              | Chef d'établissement scolaire, professeur d'EPS Ancien conseiller général d'Étampes (2001 → 2008) Président de la CA de l'Étampois Sud-Essonne (2014 → 2018) Élu à la suite d'une élection municipale partielle Démissionnaire  |
| avril 2018,    | juillet 2020              | Bernard Laplace       | SE              | Dessinateur industriel retraité Vice-président de la CA de l'Étampois Sud-Essonne (2018 → 2020) |
| 5 juillet 2020 | En cours (au 12 mai 2025) | Franck Marlin         | LR              | Vice-président de la CA de l'Étampois Sud-Essonne (2020 → ) |

### Finances communales
La ville est très endettée. Cette situation conduit à une enquête concernant la gestion financière de la ville et a des soupçons de détournement de fonds publics.

### Jumelages
| Étampes Borna |

Étampes a développé une association de jumelage avec :
- Borna (Allemagne) depuis 2000, en allemand Borna, située à huit cents kilomètres[124].

## Équipements et services publics
Étampes est la sous-préfecture et la principale ville du sud du département, elle accueille donc ses services.
En 2010, le Trésor public et un hôtel des impôts, la Sécurité sociale et des représentations de la Caisse d'allocations familiales, de la DDASS, de l'Assedic et de l'ANPE sont présents. La DDE et la Banque de France, le Cadastre, ÉDF et GDF y disposent de bureaux d'accueil.

### Enseignement
Les établissements scolaires d'Étampes sont rattachés à l'académie de Versailles.
En 2010, la commune dispose de dix écoles maternelles (Elsa-Triolet, Jean-de-La-Fontaine, Éric-Tabarly Jacques-Prévert, Marie-Curie, Le Port, Pauline-Kergomard, Simone-de-Beauvoir, Hélène-Boucher et Louise-Michel), huit écoles élémentaires (André-Buvat, Les Prés, Louis-Moreau, Éric-Tabarly, Jacques-Prévert, Jean-de-La-Fontaine, Le Port et Hélène-Boucher). Trois collèges (Guettard, de Guinette et Marie-Curie), le lycée polyvalent Geoffroy-Saint-Hilaire et le lycée technologique Louis-Blériot accueillent les élèves du secondaire. En 2007, le lycée Geoffroy-Saint-Hilaire s'est classé quinzième à l'échelle départementale avec 87 % de réussite au baccalauréat toutes filières confondues.
La ville accueille également deux établissements privés sous contrat, l'Institution primaire, collège et lycée Jeanne-d'Arc rattachée au diocèse et la maison familiale rurale, cette dernière spécialisée dans l'enseignement de l'horticulture.
Le conservatoire national des arts et métiers est installé dans la commune et le Greta occupe des locaux au lycée Geoffroy-Saint-Hilaire. Un réseau de soutien scolaire a été mis en place par la municipalité sur trois sites répartis sur le territoire. Le centre d'information et d'orientation dispose d'un point d'accueil. Hors périodes scolaires, les enfants sont accueillis par le centre de loisirs de Valnay.

### Santé
Étampes accueille sur son territoire le centre hospitalier du Sud-Essonne. Il dispose d'un service d'urgences, de l'ensemble des services traditionnels d'un hôpital, d'une maternité avec néonatalogie, d'un laboratoire et d'un service de radiographie, d'échographie et d'imagerie médicale. Le Service mobile d'urgence et de réanimation du sud-Essonne est basé dans cet hôpital. Le centre accueille aussi une maison de retraite. S'y ajoutent la clinique du Val-de-Juine (actuellement fermée) et l'établissement public de santé Barthélémy-Durand, qui dispose de trois cent soixante lits, principalement en psychiatrie et pédopsychiatrie.
La commune accueille aussi un centre de la protection maternelle et infantile et un centre du planification familiale. Une résidence d'accueil pour personnes âgées dispose de soixante-quinze logements adaptés et propose des services médicaux et d'aide au maintien à domicile.
Cent quatre-vingt-neuf médecins y exercent, pour la plupart dans les établissements de santé. Vingt et un chirurgiens-dentistes et neuf pharmacies sont implantés sur le territoire.

### Équipements culturels

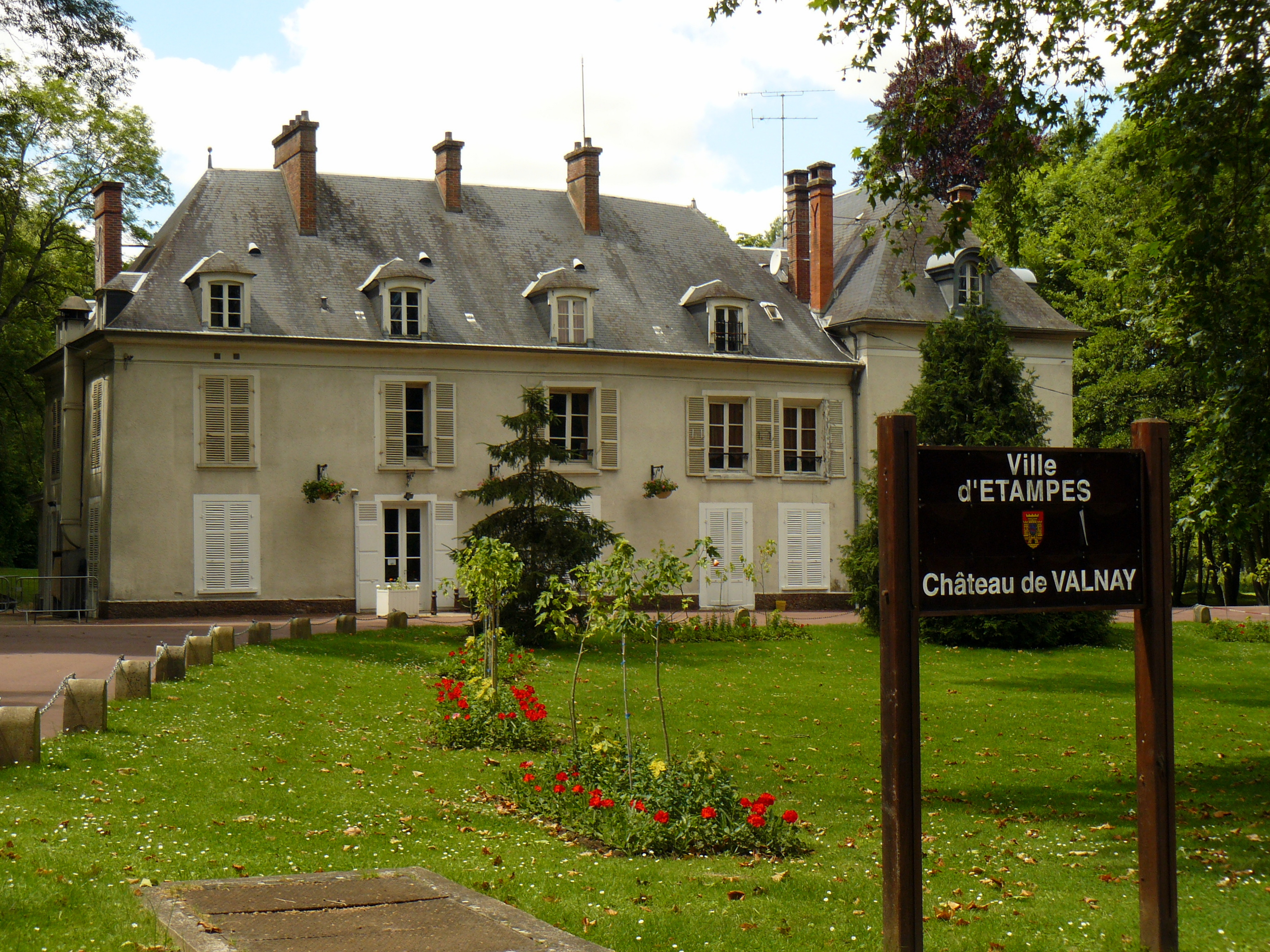
Le château de Valnay.

Étampes est dotée d'un service municipal consacré à la culture, qui gère notamment la bibliothèque, l'école de musique, l'atelier d'arts plastiques, le théâtre qui favorise les créations contemporaines et le musée. Deux cinémas sont présents sur la commune, le complexe de La Rotonde et CinÉtampes, classé Art et Essai.
Le théâtre, la salle des fêtes, la salle Saint-Antoine, l'espace Jean-Carmet et le château de Valnay accueillent les spectacles et manifestations culturelles. Trente-six associations agissent pour la promotion et la mise en valeur de la culture communale.

### Postes et télécommunications
En 2010, trois bureaux de poste sont implantés en centre-ville, à Guinette et à Saint-Martin

### Justice, sécurité, secours et défense
La ville accueille un tribunal d'instance et un conseil de prud'hommes. Pour la sécurité des biens et des personnes, elle dispose sur son territoire d'une caserne de gendarmerie, d'un commissariat de police et d'un centre de secours et d'incendie.
En 2010, trois offices notariaux et quatre avocats y sont installés.

## Population et société

### Démographie
Les habitants sont appelés les Étampois,.

#### Évolution démographique
L'évolution du nombre d'habitants est connue à travers les recensements de la population effectués dans la commune depuis 1793. Pour les communes de plus de 10 000 habitants les recensements ont lieu chaque année à la suite d'une enquête par sondage auprès d'un échantillon d'adresses représentant 8 % de leurs logements, contrairement aux autres communes qui ont un recensement réel tous les cinq ans,.

En 2022, la commune comptait 26 601 habitants, en évolution de +8,92 % par rapport à 2016 (Essonne : +2,89 %, France hors Mayotte : +2,11 %).
| 1793  | 1800  | 1806  | 1821  | 1831  | 1836  | 1841  | 1846  | 1851  |
| ----- | ----- | ----- | ----- | ----- | ----- | ----- | ----- | ----- |
| 7 027 | 7 687 | 8 333 | 7 693 | 8 109 | 7 896 | 7 968 | 8 157 | 8 083 |

| 1856  | 1861  | 1866  | 1872  | 1876  | 1881  | 1886  | 1891  | 1896  |
| ----- | ----- | ----- | ----- | ----- | ----- | ----- | ----- | ----- |
| 8 066 | 8 220 | 8 228 | 7 789 | 7 840 | 7 710 | 8 461 | 8 573 | 8 637 |

| 1901  | 1906  | 1911  | 1921  | 1926   | 1931  | 1936   | 1946   | 1954   |
| ----- | ----- | ----- | ----- | ------ | ----- | ------ | ------ | ------ |
| 9 001 | 9 245 | 9 454 | 9 925 | 10 067 | 9 944 | 10 610 | 10 425 | 11 890 |

| 1962   | 1968   | 1975   | 1982   | 1990   | 1999   | 2006   | 2011   | 2016   |
| ------ | ------ | ------ | ------ | ------ | ------ | ------ | ------ | ------ |
| 13 515 | 16 493 | 19 651 | 19 386 | 21 457 | 21 839 | 22 568 | 24 013 | 24 422 |

| 2021   | 2022   | - | - | - | - | - | - | - |
| ------ | ------ | - | - | - | - | - | - | - |
| 26 529 | 26 601 | - | - | - | - | - | - | - |

Ville frontière entre la Beauce et le Hurepoix, siège d'un ancien duché, d'une élection, d'un grenier à sel, d'un bailliage et d'un archidiaconé et doyenné, chef-lieu de district puis d'arrondissement dès 1793, Étampes a longtemps été une des villes les plus peuplées de la région et demeure la petite métropole du sud de l'Essonne. De 7 027 habitants en 1793 (deux fois plus que Rambouillet et autant que Fontainebleau), la population se stabilisa durant tout le XIXe siècle autour de 8 000 habitants, ne dépassant le seuil de neuf mille habitants que lors du recensement de 1901. Seule la guerre de 1870 fit chuter la population de cinq cents personnes, dont quarante-neuf morts aux combats. L'arrivée du XXe siècle entraîna une croissance mesurée de la population, dépassant les dix mille habitants en 1926 et totalisant 10 425 Étampois au sortir de la Seconde Guerre mondiale, malgré les quatre cent soixante-huit victimes cumulées des deux conflits mondiaux. Comme ailleurs dans le département mais de manière moins soutenue, les Trente Glorieuses permirent un accroissement rapide de la population, s'approchant des vingt mille résidents en 1975. Néanmoins, le relatif éloignement de la capitale freine ce développement, la commune n'atteignant que 23 300 habitants au recensement partiel de 2006. En 1999, 11 % de la population étampoise était étrangère, 16,3 % des foyers étaient composés de familles monoparentales, chiffre qui grimpe à 22,9 % dans la ZUS du plateau des Guinettes. Parmi les résidents de nationalité étrangère, 2,3 % venaient du Portugal, 1,9 % du Maroc, 1,3 % de Turquie, 1,1 % d'Algérie et 0,1 % de Tunisie, d'Espagne et d'Italie.

#### Pyramide des âges
La population de la commune est relativement jeune.
En 2018, le taux de personnes d'un âge inférieur à 30 ans s'élève à 43,4 %, soit au-dessus de la moyenne départementale (39,9 %). À l'inverse, le taux de personnes d'âge supérieur à 60 ans est de 17,9 % la même année, alors qu'il est de 20,1 % au niveau départemental.
En 2018, la commune comptait 12 307 hommes pour 12 980 femmes, soit un taux de 51,33 % de femmes, légèrement supérieur au taux départemental (51,02 %).
Les pyramides des âges de la commune et du département s'établissent comme suit.
| Hommes | Classe d’âge | Femmes |
| ------ | ------------ | ------ |
| 0,6    | 90 ou +      | 1,5    |
| 3,9    | 75-89 ans    | 6,4    |
| 11,5   | 60-74 ans    | 11,8   |
| 20,1   | 45-59 ans    | 17,5   |
| 20,2   | 30-44 ans    | 19,8   |
| 21,0   | 15-29 ans    | 20,9   |
| 22,7   | 0-14 ans     | 22,1   |

| Hommes | Classe d’âge | Femmes |
| ------ | ------------ | ------ |
| 0,5    | 90 ou +      | 1,4    |
| 5,4    | 75-89 ans    | 7,2    |
| 12,9   | 60-74 ans    | 13,9   |
| 20     | 45-59 ans    | 19,4   |
| 19,9   | 30-44 ans    | 20,1   |
| 20     | 15-29 ans    | 18,2   |
| 21,3   | 0-14 ans     | 19,8   |

### Sports et loisirs

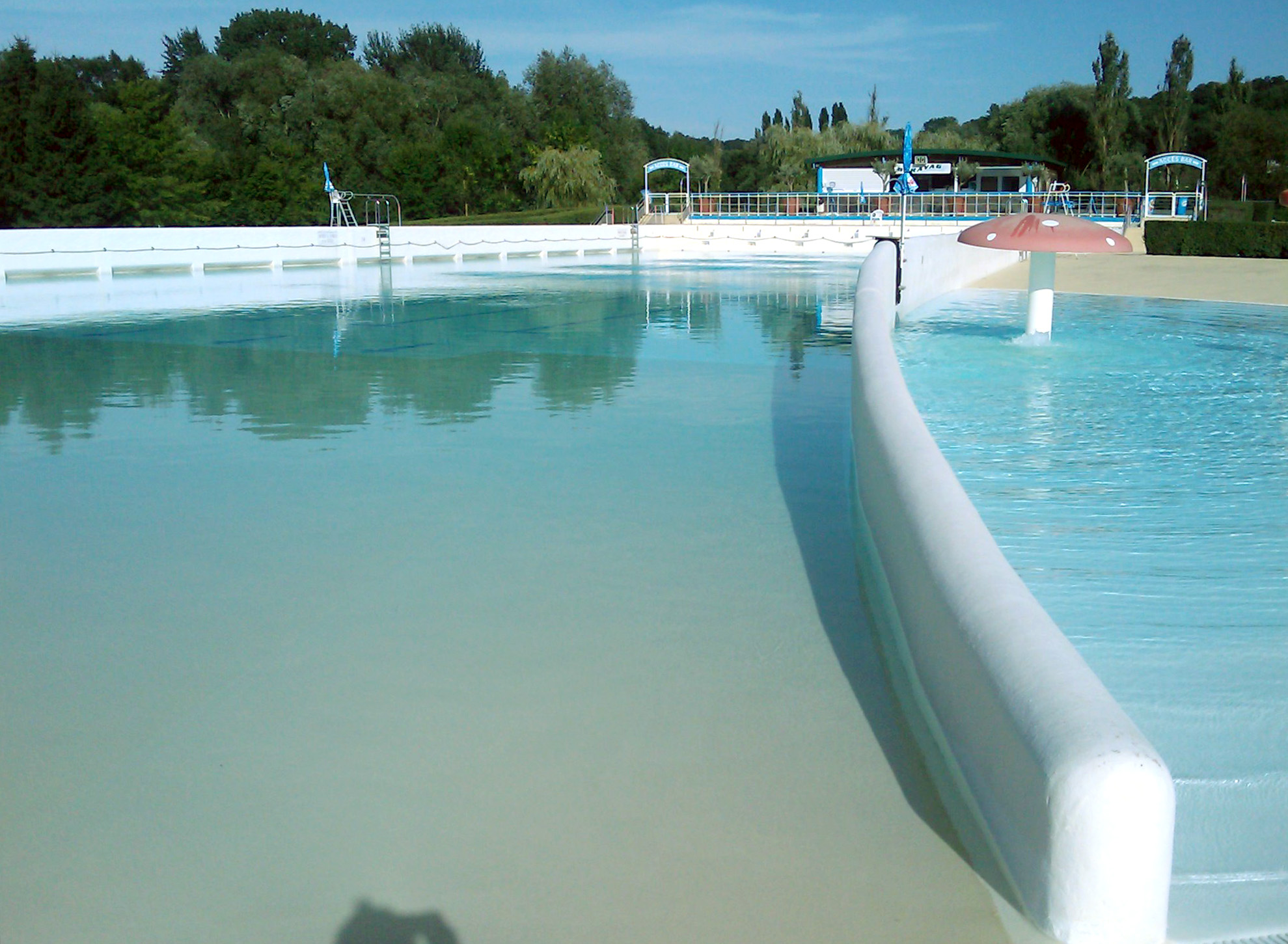
La piscine de plein air à vagues du parc de loisirs d'Étampes.

Un service municipal est spécialement consacré au sport. La commune dispose de plusieurs infrastructures sportives dont les COSEC Michel-Poirier et André-Gauthier, l'espace Jo-Bouillon, le gymnase René-Jouanny, les stades Laloyeau et du Pont-de-Pierre et la piscine Charles-Haury. S'y ajoutent l'île de loisirs d'Étampes et sa piscine à vague qui est le seul site d'Île-de-France à permettre la pratique du surf. L'aéroport d'Étampes Mondésir à proximité directe permet la pratique de sports aéronautiques tels que l'ULM ou le parachutisme.
Trente-deux associations participent à la promotion des pratiques sportives sur la commune. La compagnie des archers d'Étampes évolue notamment en championnat de France de tir à l'arc. Les licenciés de l'Étampes triathlon club participent fréquemment aux rencontres internationales.
Le 27 juillet 2008, Étampes a été la dernière ville-étape du Tour de France 2008 avant Paris. Elle a aussi été la première ville-étape du Paris-Nice 2005.

### Cultes
La paroisse catholique d'Étampes est rattachée au diocèse d'Évry-Corbeil-Essonnes et au secteur pastoral de Saint-Michel-de-Beauce-Étampes. Elle dispose de divers lieux de cultes dont les collégiales Notre-Dame-du-Fort et Saint-Martin, les églises Saint-Gilles et Saint-Basile et les chapelles de Guinette (Saint-Jean-Baptiste), Gérofosse (Notre-Dame-de-la-Trinité) et du centre hospitalier. La fête patronale se tient le jour de la saint Michel et dure du dernier samedi de septembre au deuxième dimanche d'octobre.
Le culte protestant est présent avec l'église baptiste, l'église évangélique pentecôtiste et l'église réformée de France à la chapelle de Guinette. L'église orthodoxe utilise parfois l'église Saint-Gilles pour célébrer.
La communauté juive se réunit dans la salle Rabbi-Nathan-ben-Meschullam mise à sa disposition par le presbytère catholique de la rue Evezard.
Une mosquée appelée mosquée du Centre est aussi installée sur la commune.
En 2006, le tribunal administratif de Versailles avait annulé l'interdiction faite par la mairie de construire un lieu de culte de l'association des témoins de Jéhovah.

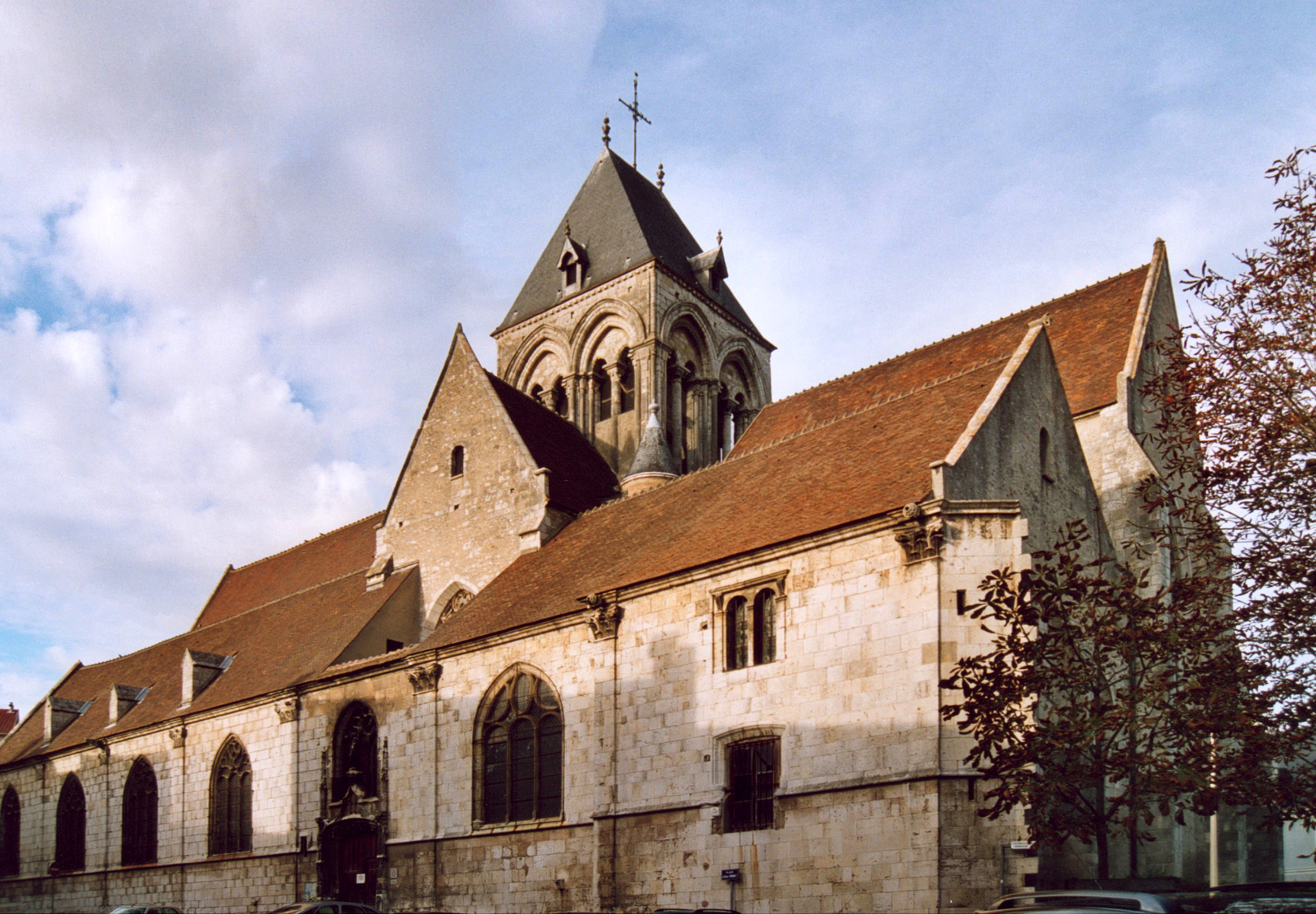
Église Saint-Basile.
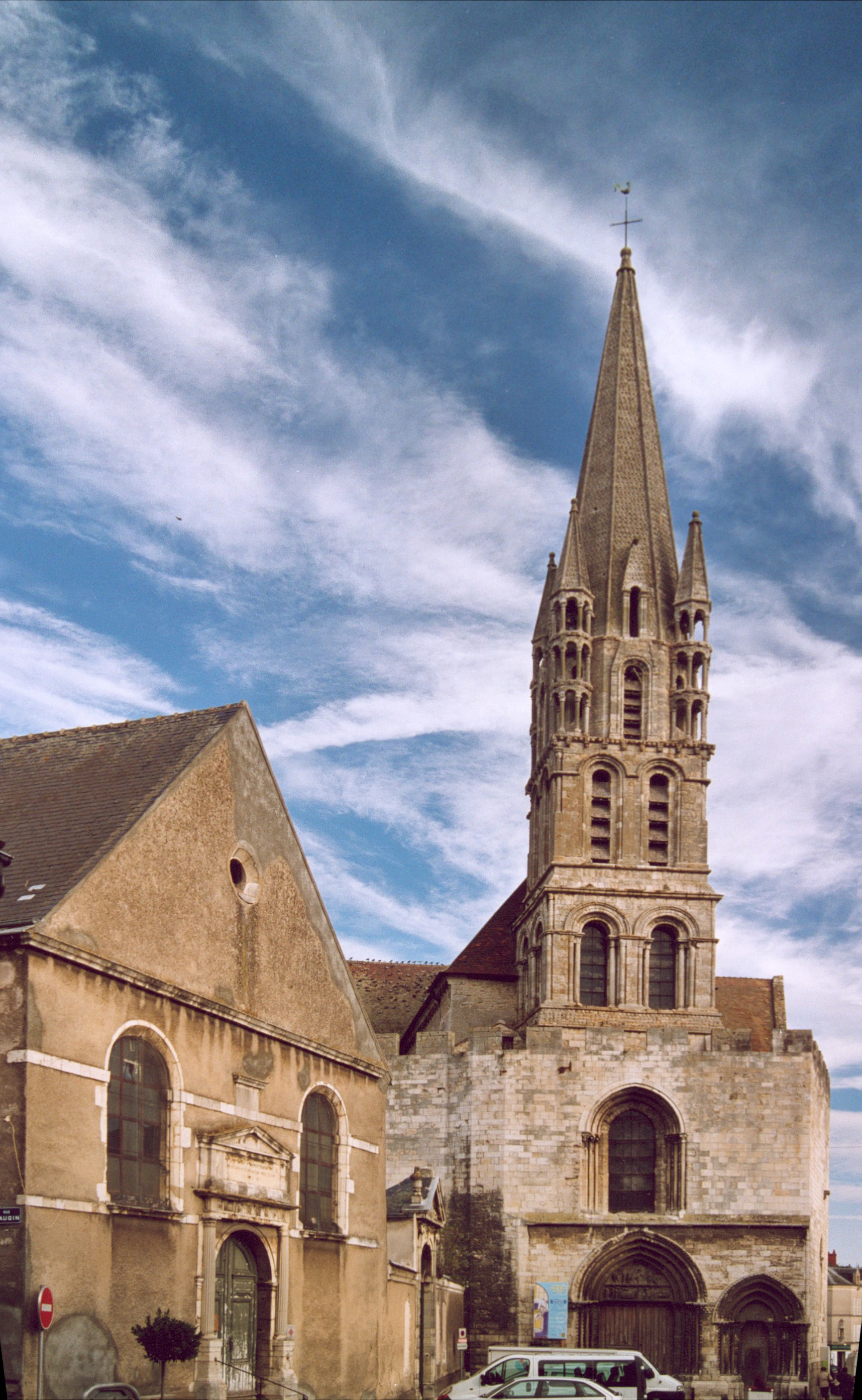
Collégiale Notre-Dame-du-Fort.
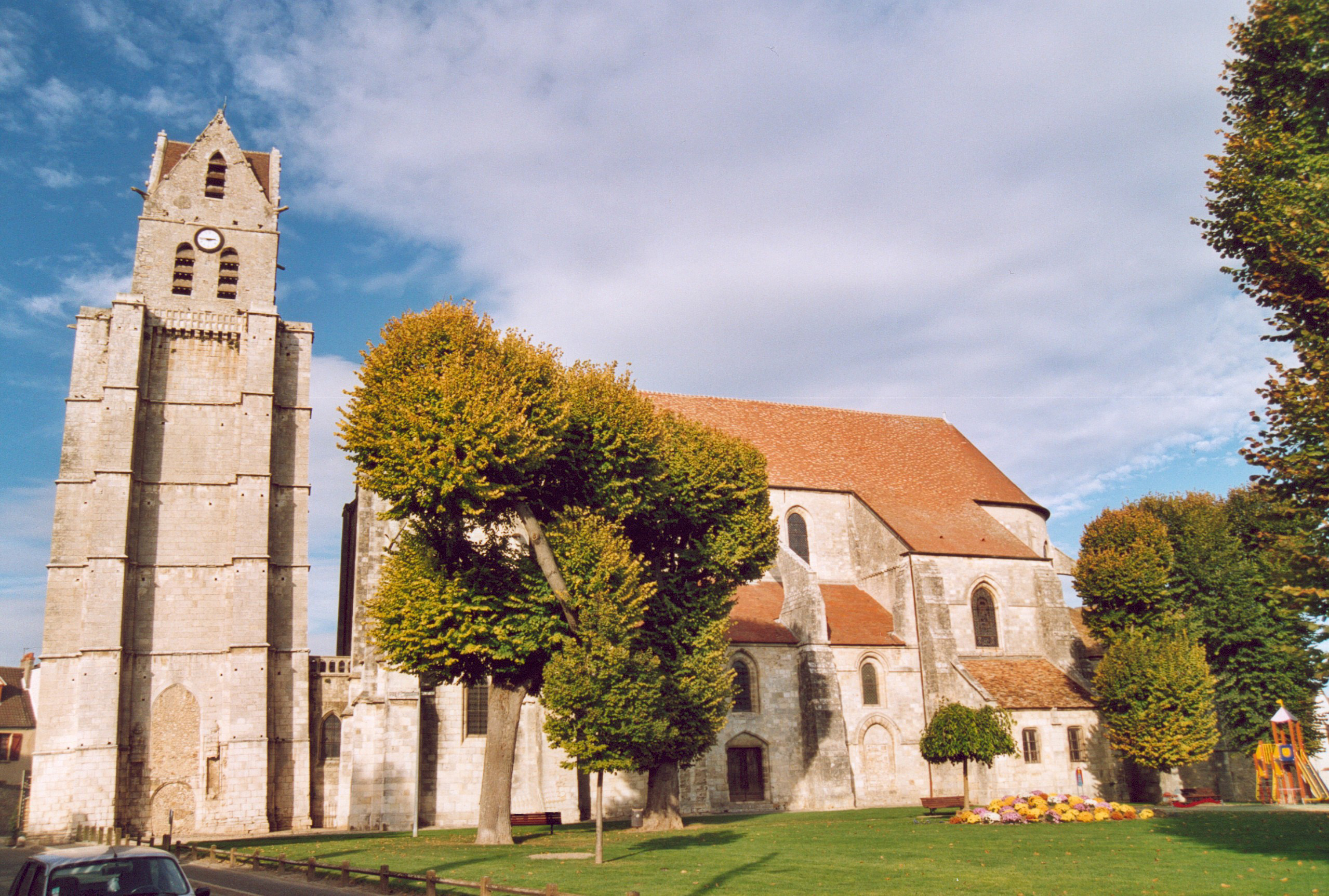
Collégiale Saint-Martin.
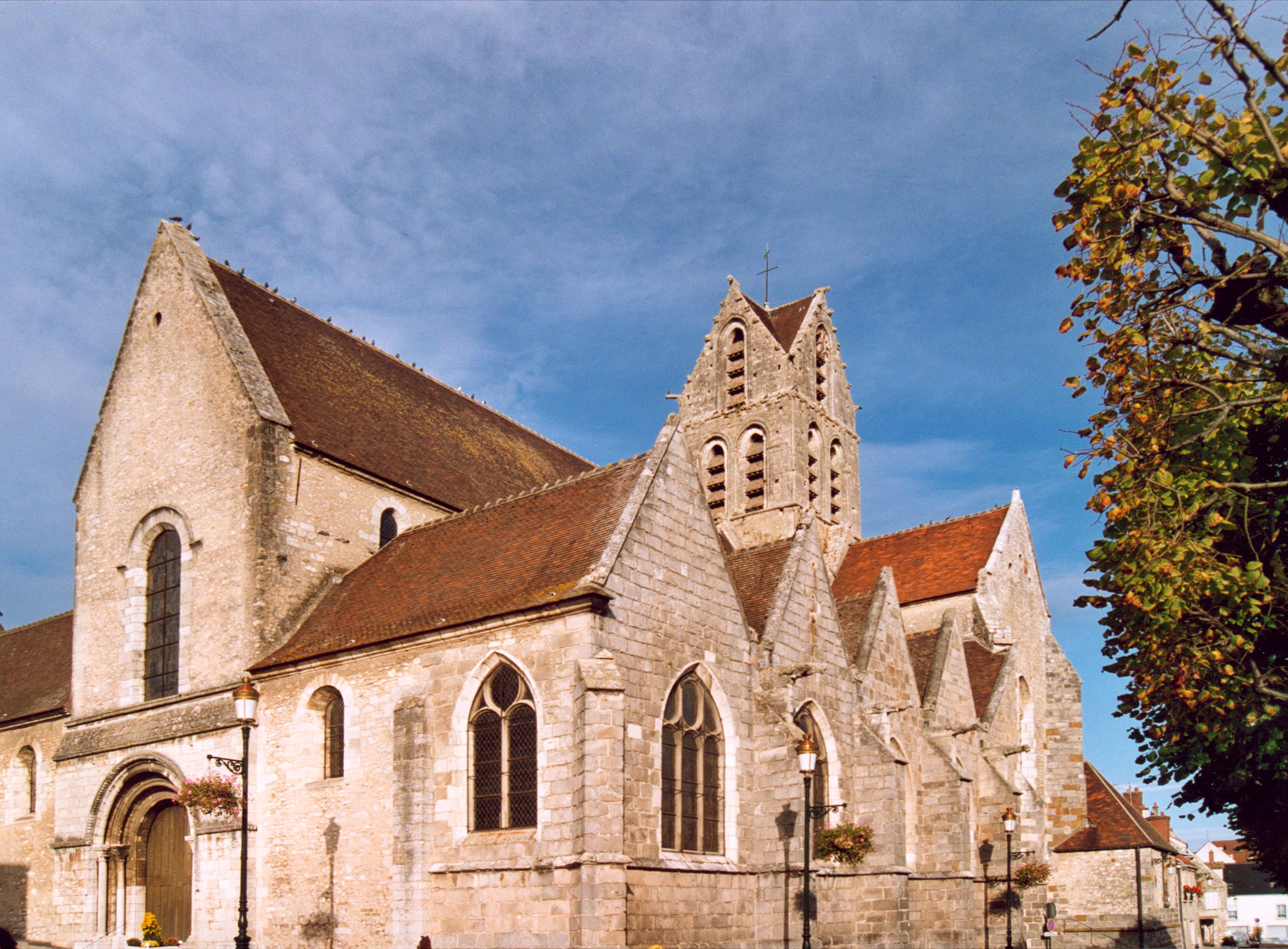
Église Saint-Gilles.

### Médias
Les radios Rire et Chansons, Évasion FM, RFM, Sensations 89.2 FM (Anciennement Triangle FM) et Vibration disposent de fréquences à partir d'Étampes, ainsi que les radios du service public. Radio Plus y était installée et a cessé d'émettre en novembre 2011. L'hebdomadaire Le Républicain y dispose d'un bureau, comme le journal gratuit ParuVendu. Le quotidien Le Parisien disposant d'un bureau à Courcouronnes fait paraître son édition départementale de l'Essonne. La commune est en outre dans le bassin d'émission des chaînes de télévision France 3 Paris Île-de-France Centre, IDF1 et Téléssonne intégré à Télif.

## Économie
Sous-préfecture et principale ville du sud de l'Essonne, Étampes connaît la situation d'une ville de grande banlieue, à mi-chemin de Paris, Chartres et Orléans, favorisée par les réseaux de transports que représentent la route nationale 20 et la voie ferrée commune au RER C et au TER Centre-Val de Loire. Elle est placée par l'Insee au cœur d'un bassin d'emploi de trente-trois communes et 45 705 habitants totalisant en 2004 1 764 entreprises et 16 267 emplois. Trois zones industrielles, le parc d'activité SudEssor, la zone de Coquerive et celle du Bois-Bourdon occupent cent trente hectares sur le territoire communal et accueillent la majeure partie des huit cent quarante-neuf entreprises. La commune dispose d'une antenne de la chambre de métiers et de l'artisanat de l'Essonne.
En 1999, 9 197 Étampois exerçaient une activité rémunérée, dont 44,5 % sur la commune, principalement des employés et ouvriers (35,3 et 29,3 %). La principale industrie locale est la construction mécanique. L'équipementier Faurecia est présent. Les centres commerciaux Carrefour, Intermarché et Leclerc sont grands pourvoyeurs d'emplois tertiaires, de même que les hôpitaux.
Une foire est organisée le deuxième week-end de juin. Les marchés se tiennent le mardi au quartier Saint-Gilles et samedi à l'hôtel de ville. L'établissement Saria Industries Île-de-France de traitement des carcasses animales est inscrit au répertoire du registre des émissions polluantes, notamment pour ses prélèvements en eaux souterraines.

### Emplois, revenus et niveau de vie
Le chômage atteignait les 15,9 % de la population active en 2014, chiffre supérieur à la moyenne nationale (10,4 %). Et les inégalités sont importantes entre les habitants de la commune, où en 1999 le revenu moyen s'élevait à 13 933 euros par an alors que quatre-vingt-dix foyers fiscaux étaient redevables de l'ISF. En 2010, le revenu fiscal médian par ménage était de 26 116 €, ce qui plaçait Étampes au 21 131e rang parmi les 31 525 communes de plus de 39 ménages en métropole.
| Répartition des emplois par catégorie socioprofessionnelle en 2006. |              |                                           |                                                   |                            |                          |                           |
|                                                                     | Agriculteurs | Artisans, commerçants, chefs d'entreprise | Cadres et professions intellectuelles supérieures | Professions intermédiaires | Employés                 | Ouvriers                  |
| Étampes                                                             | 0,3 %        | 4,4 %                                     | 16,3 %                                            | 26,7 %                     | 30,3 %                   | 22,0 %                    |
| Zone d'emploi d'Étampes                                             | 1,8 %        | 6,2 %                                     | 15,1 %                                            | 24,9 %                     | 27,2 %                   | 24,8 %                    |
| Moyenne nationale                                                   | 2,2 %        | 6,0 %                                     | 15,4 %                                            | 24,6 %                     | 28,7 %                   | 23,2 %                    |
| Répartition des emplois par secteur d'activité en 2006.             |              |                                           |                                                   |                            |                          |                           |
|                                                                     | Agriculture  | Industrie                                 | Construction                                      | Commerce                   | Services aux entreprises | Services aux particuliers |
| Étampes                                                             | 0,9 %        | 12,2 %                                    | 4,7 %                                             | 13,7 %                     | 8,6 %                    | 5,2 %                     |
| Zone d'emploi d'Étampes                                             | 2,9 %        | 16,1 %                                    | 6,7 %                                             | 14,8 %                     | 9,2 %                    | 5,8 %                     |
| Moyenne nationale                                                   | 3,5 %        | 15,2 %                                    | 6,4 %                                             | 13,3 %                     | 13,3 %                   | 7,6 %                     |
| Sources : Insee                                                     |              |                                           |                                                   |                            |                          |                           |

## Culture locale et patrimoine

### Lieux et monuments

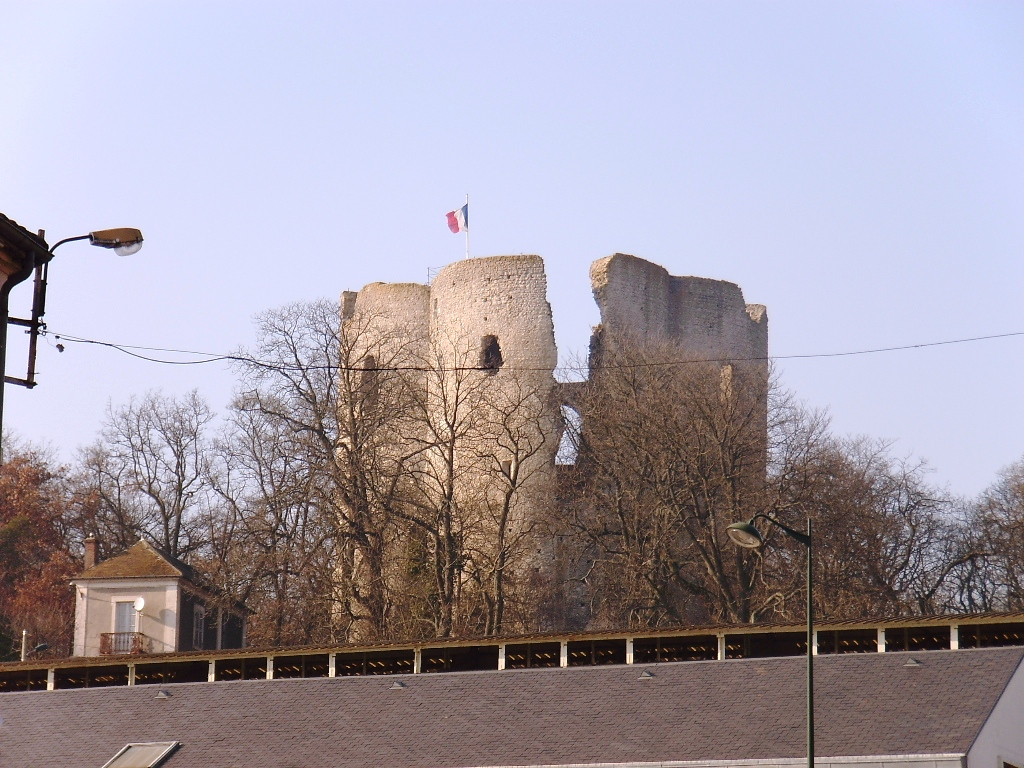
La tour de Guinette vue depuis le parvis de la gare.

La commune est adhérente au label Villes et pays d'art et d'histoire.

#### Architecture militaire
Son passé royal et de place forte a laissé à Étampes des traces dont :
- la tour de Guinette, donjon de l'ancien château royal construit par Louis VI Le Gros au XIIe siècle, emblème de la ville, classé monument historique depuis 1862[167] ;
- la tour carrée du Petit-Saint-Mars, qui date sans doute du XIe siècle[168] ;
- les vestiges des anciens remparts d'Étampes des XIIIe et XIVe siècles, inscrits depuis 1968[169] ;
- les fortifications, complétant les précédentes au XVIIe siècle, dites des faubourgs Saint-Pierre, Saint-Martin et des Portereaux, ces derniers également inscrits depuis 1968[170].

#### Architecture religieuse
Étampes, capitale d'un comté puis d'un duché était aussi un centre religieux important sur la via Turonensis. Il en subsiste de nombreux édifices religieux dont : 
- la collégiale Notre-Dame-du-Fort construite aux XIIe et XIIIe siècles et classée monument historique depuis 1840[171], son cloître du XIVe siècle, son presbytère du XIXe siècle ;
- L'ancienne collégiale Sainte-Croix, qui était sise rue Sainte-Croix, et fut achevé de détruire à la fin du XIXe siècle[172].
- l'église Saint-Basile des XIIe et XVe siècles, classée monument historique depuis 1862[173] ;
- la collégiale Saint-Martin, qui date des XIIe et XIIIe siècles, classée monument historique depuis 1909[174], célèbre pour sa tour penchée Renaissance ;
- l'église Saint-Gilles construite aux XIIe, XVe et XVIe siècles et classée monument historique depuis 1970[175] ;
- la chapelle Notre-Dame-de-la-Trinité à Gérofosse ;
- la chapelle Saint-Jean-Baptiste à Guinette ;
- l'ancien prieuré d'Étampes, inscrit aux monuments historiques en 1931[176].

#### Architecture civile
Son économie florissante entre Beauce et Paris et la richesse de ses notables permirent à la ville de se doter d'équipements tels que moulins, d'hôtels, de palais, qui subsistent aujourd'hui et sont pour la plupart classés ou inscrits aux monuments historiques :
- les moulins du Bourgneuf, de Chauffour, de Vaujouan et de Vauroux ;
- l'Hôtel-Dieu, créé au XVIe siècle puis régulièrement modifié jusqu'au XIXe siècle, inscrit aux monuments historiques depuis 1988[177] ;
- l'hôtel de ville, composé des anciennes maisons de Saint-Christophe puis de la Treille, construit entre les XVe et XVIe siècles, remanié au XIXe siècle, inscrit aux monuments historiques en 1982 et 1987[178],[179] ;
- l'hôtel dit Maison de l'Écu de Berry, du XVIe siècle, rénové aux XIXe et XXe siècles et qui accueille aujourd'hui la sous-préfecture depuis 1819[180], le palais de justice du XIVe siècle, dans les murs d'un ancien palais capétien inscrit aux monuments historiques en 1926[181], qui conserve une très remarquable fresque du XIVe siècle ;
- le théâtre construit par l'architecte Gabriel Davioud en 1851-1852 grâce à une souscription publique, inscrit aux monuments historiques en 1982[182],[183] ;
- le collège Guettard, ancien hôpital Saint-Antoine au XIIIe siècle, couvent des barnabites au XVIIe siècle, réaménagé en collège par l'architecte Joseph Auguste Émile Vaudremer en 1885[184] ;
- l'hôtel dit d'Anne de Pisseleu, du XVIe siècle, bâti en fait en 1538 par un receveur des tailles du comté dénommé Jean Lamoureux[185], classé monument historique depuis 1926[186] ;
- l’hôtel dit de Diane de Poitiers, du XVIe siècle, bâti en fait en 1554 par un receveur du Domaine du comté dénommé Esprit Hattes[187], remanié au XIXe siècle, inscrit aux monuments historiques en 1926, devenu le musée d'Étampes[188] ;
- l'hôtel Saint-Yon, du XVIe siècle et remanié au XIXe siècle, inscrit aux monuments historiques en 1926[189] ;
- le château du Petit-Saint-Mars, construit au XVIIe siècle, transformé en maison de retraite ;
- le château de Valnay, construit au XVIIIe siècle[190], devenu aujourd'hui une salle municipal et un centre associatif ;
- le château de Vauroux, construit en 1873, témoigne de la longue prospérité des notables de la cité ;
- Le cinéma La Rotonde conçu par l'architecte Édouard Lardillier a été inauguré en 1952 ;
- le grand ensemble de la Croix de Vernailles, construit en 1967 par Jean Ginsberg ;
- les structures de la base régionale de loisirs sont venus perpétuer l'enrichissement architectural de la commune.

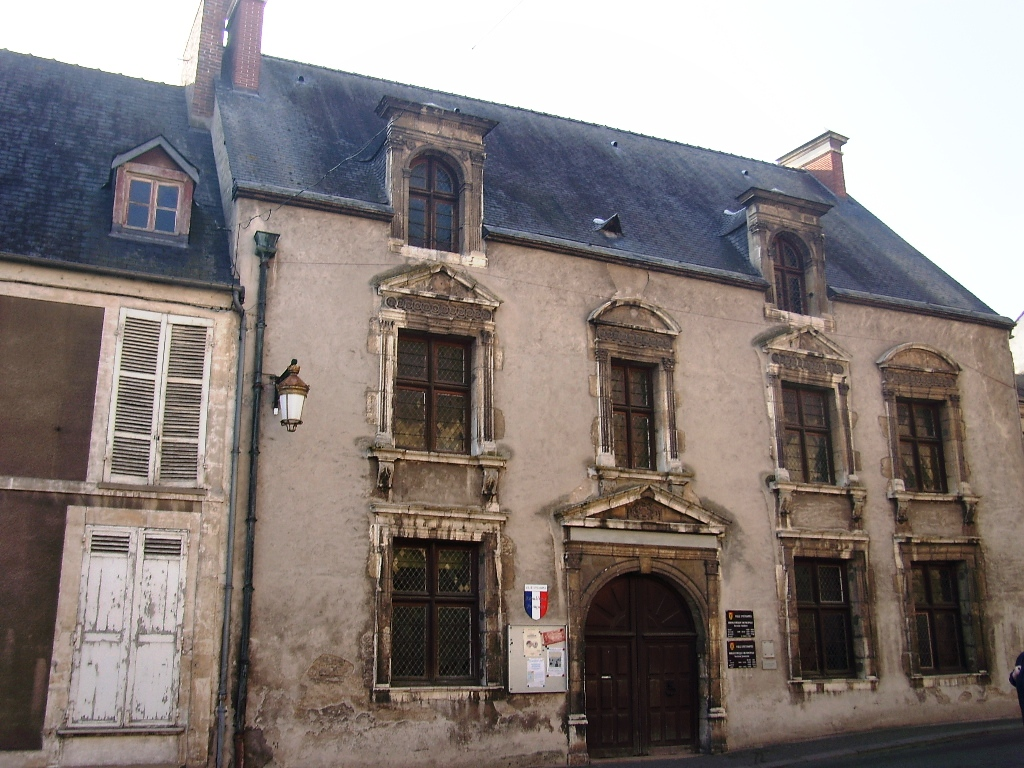
L'hôtel d'Esprit Hattes dit de Diane de Poitiers.
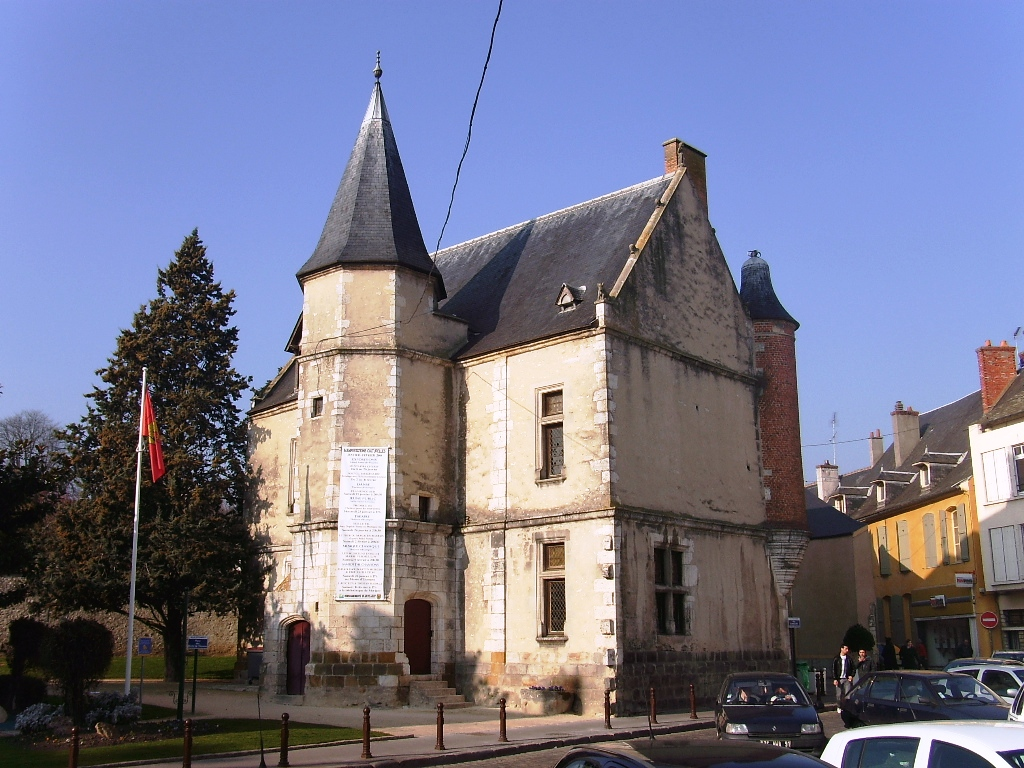
L'hôtel de Jean Lamoureux dit d'Anne de Pisseleu.
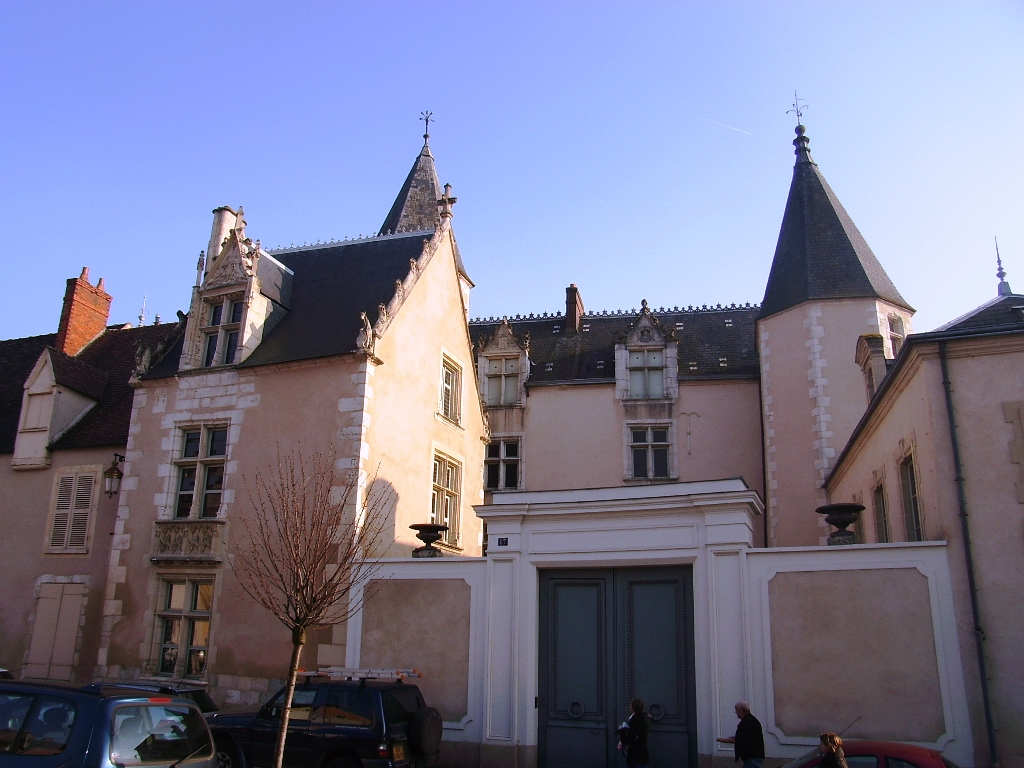
L'hôtel Saint-Yon.
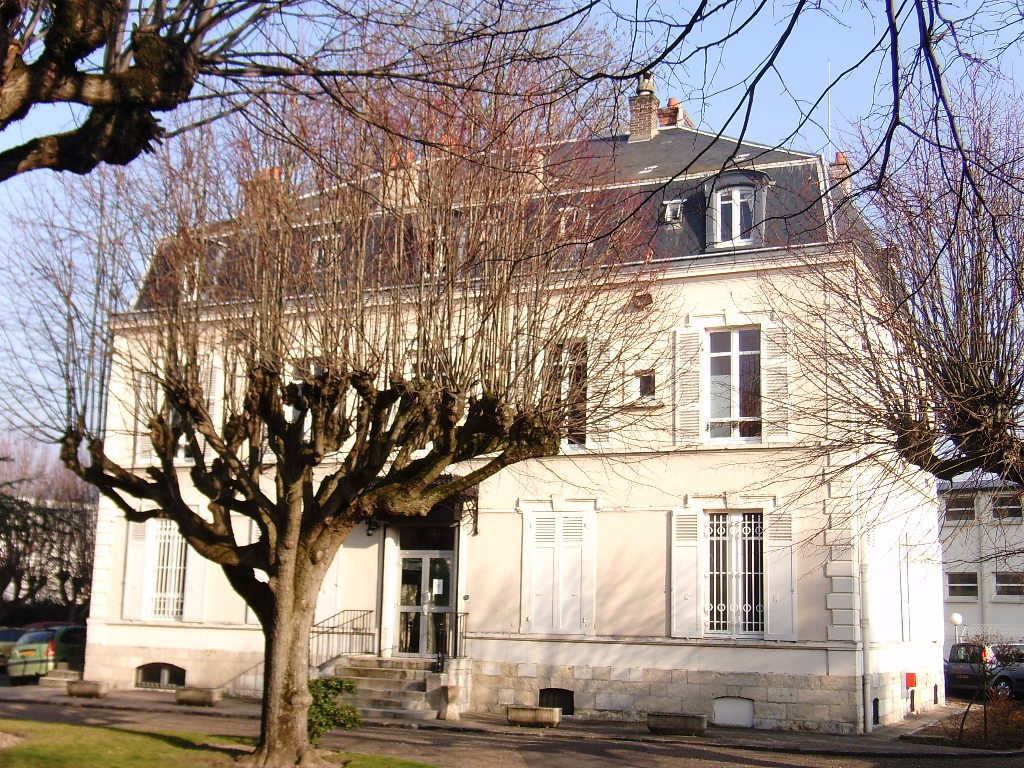
La maison de l'Écu de Berry, actuelle sous-préfecture.
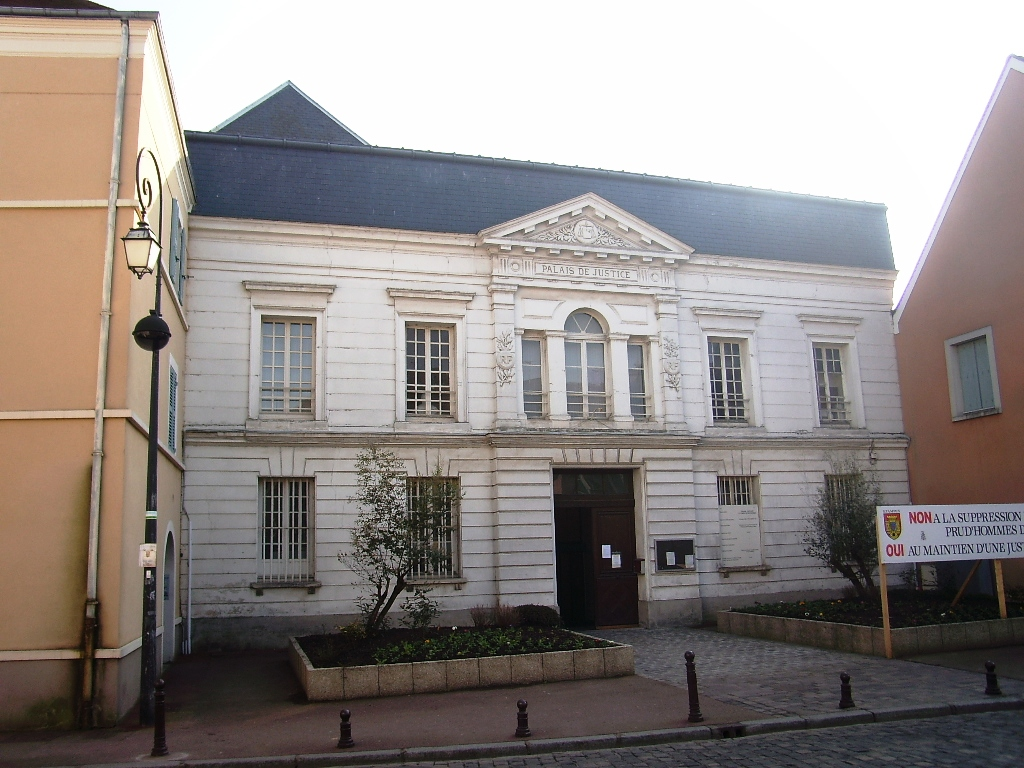
Le palais de justice.
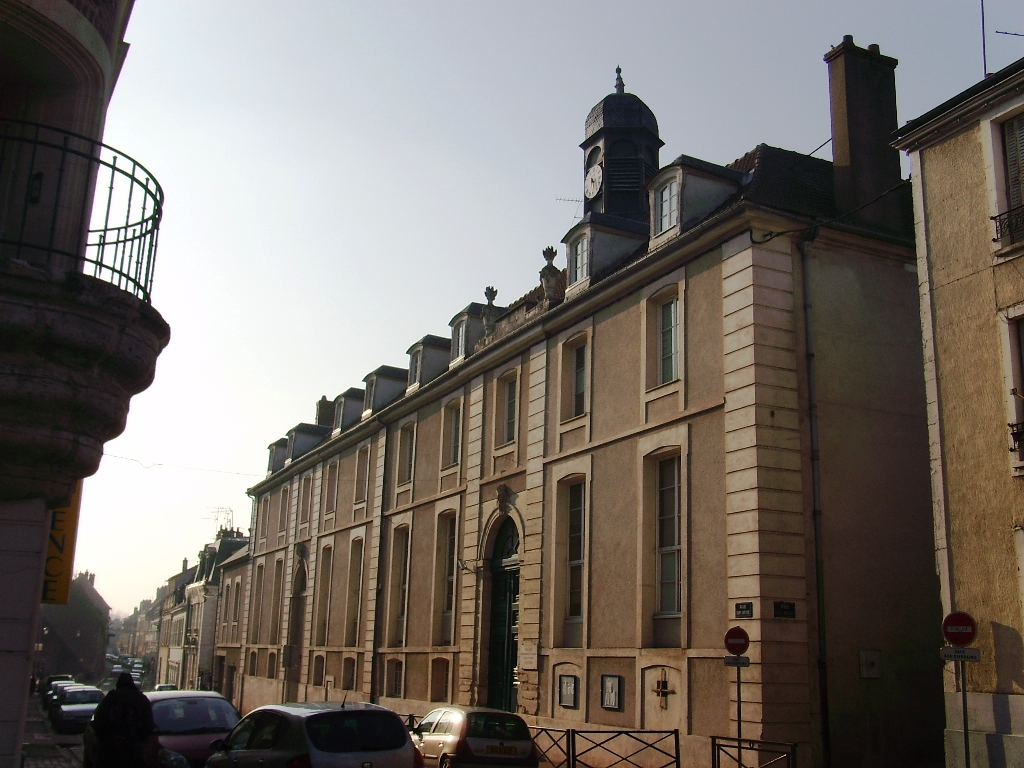
Le collège Guettard.

#### Petit patrimoine
Un petit patrimoine nombreux et de qualité est réparti sur l'ensemble du territoire de la commune. On peut citer :
- le menhir de Pierrefitte, classé monument historique depuis 1964[191] ;
- le vieux pont de Saint-Martin ;
- des puits, des lavoirs ;
- la fontaine Cérès de marbre de Saint-Gilles[192] ;
- la fontaine Cérès de fonte de Notre-Dame construite en 1893[193] ;
- La Nymphe Louette de la rue Louis-Moreau) ;
- de vieilles portes de maisons ;
- la pergola de la Douce-France réalisée en 1925 et installée en 1934[194]
- des sculptures d'André Deluol : 
  - La Terre, ancienne école Gaston-Ramon ;
  - Le Corbeau et le Renard, école Jean-de-La Fontaine ;
  - Vénus anadyomène, école de musique, autrefois square de la Libération ;
- le cimetière de Notre-Dame, ancien, avec de nombreuses sépultures en pierre[195].

### Patrimoine naturel
- L'île de loisirs d'Étampes, avec ses 78 hectares, est le principal poumon de la commune.
- S'y ajoutent la promenade des Prés, le square voisin de la Douce-France, le parc de Valnay et le parc de Jeurre, situé en partie sur son territoire. En outre la ville a été récompensée par trois fleurs au Concours des villes et villages fleuris[196].
- Les anciennes champignonnières d'Étampes, installées dans les carrières souterraines constituent aujourd'hui un habitat préservé pour les chauves-souris (dont le Grand Murin, le Vespertilion à oreilles échancrées et le Vespertilion de Bechstein) répertorié dans le réseau Natura 2000[197].
- Les berges de la Juine et de la Chalouette et les bois qui les bordent ont été recensés au titre des espaces naturels sensibles par le Conseil général de l'Essonne[198].
- Le GR 655, qui reprend le tracé d'un ancien sentier de pèlerinage vers Saint-Jacques-de-Compostelle, passe par la commune.

### Patrimoine gastronomique

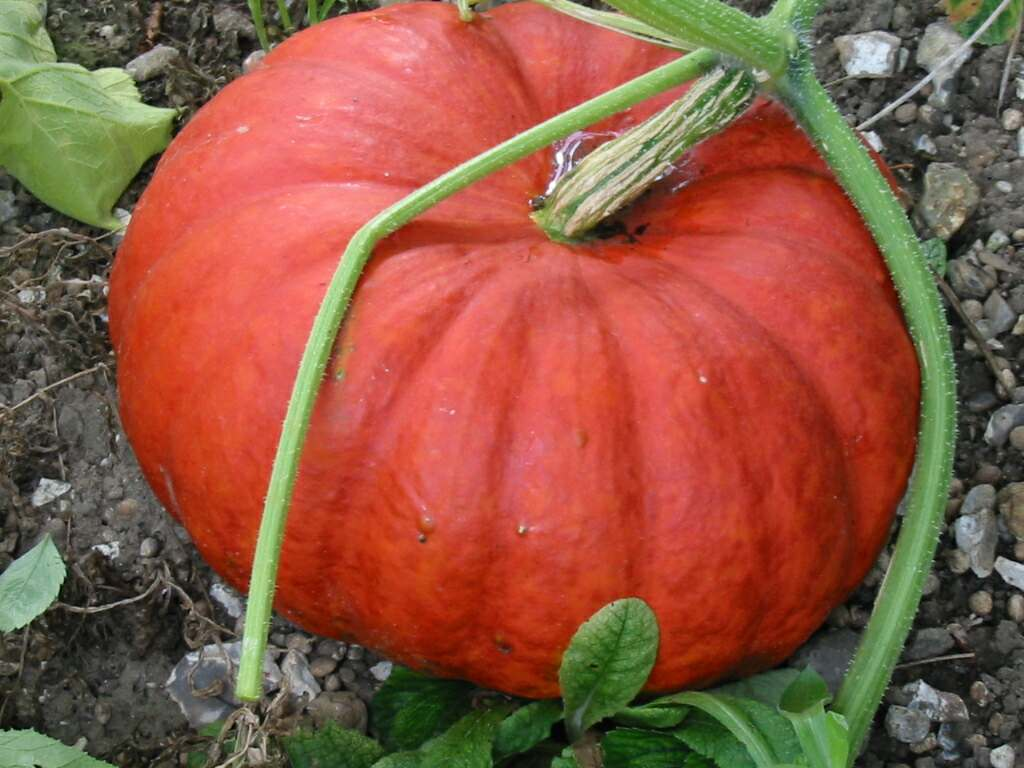
Potiron rouge vif d'Étampes.

Étampes est réputée pour les variétés dites potiron rouge vif d'Étampes et mâche verte d'Étampes, ainsi que pour la friandise appelée Bûchette d'Étampes.

### Étampes dans les arts et la culture

#### Étampes au cinéma
Par la proximité de Paris et leurs caractères préservés, les rues et bâtiments d'Étampes ont plusieurs fois servi de décor au tournage de scènes de films, téléfilms ou séries télévisées.
Les décors, naturels ou remaniés, apparaissent dans :
- Au royaume des cieux de Julien Duvivier, avec Serge Reggiani et Juliette Gréco, en 1949[200],
- La mariée était en noir de François Truffaut, avec Jeanne Moreau et Jean-Claude Brialy, en 1968[201],
- Les Brigades du Tigre  (série télévisée de la deuxième chaîne) de Victor Vicas, entre 1974 et 1983[202],
- Adieu poulet de Pierre Granier-Deferre, avec Lino Ventura, Patrick Dewaere et Victor Lanoux, en 1975[203],
- L'Année sainte de Jean Girault, avec Jean Gabin, Jean-Claude Brialy et Danièle Darrieux, en 1976[204],
- La Coccinelle à Monte-Carlo de Vincent McEveety, avec Dean Jones et Don Knotts, en 1977,
- Arsène Lupin joue et perd (série télévisée d'Antenne 2) d'Alexandre Astruc, en 1980[205],
- Léon Morin, prêtre (téléfilm) de Pierre Boutron, en 1991[206],
- L'Instinct de l'ange de Richard Dembo, avec Lambert Wilson, François Cluzet et Jean-Louis Trintignant, en 1993[207],
- Le Parfum d'Yvonne de Patrice Leconte, avec Jean-Pierre Marielle et Hippolyte Girardot, en 1994[208],
- Le Gendre idéal (téléfilm) d'Arnaud Sélignac, avec François Berléand, Fanny Cottençon et Armelle Deutsch, en 2008[209].
- Demi-sœur de Josiane Balasko, avec Michel Blanc et Josiane Balasko, en 2013.

#### Étampes dans la peinture
La commune a servi de décor pour plusieurs artistes peintres qui l'ont représentée dans leurs œuvres, dont Maurice Dainville qui a peint le Chemin des Vendons et Henry Grosjean qui a peint La ville d'Étampes.

#### Mythes, légendes et anecdotes
- Étampes sous sa forme latine a donné son nom à l'étage géologique stampien après les recherches effectuées dans son sous-sol par Alcide Dessalines d'Orbigny.
- On racontait autrefois qu'Étampes avait été fondée, comme Paris, par des rescapés troyens de la guerre de Troie. Arrivés dans cette belle vallée de la Juine, ils lui auraient donné le nom, depuis déformé, de Tempé, que portait une vallée de Thessalie réputée dans l'Antiquité pour son climat agréable[212].
- Au XIIe siècle aurait eu lieu le miracle de la « Visitation d'Étampes » au cours duquel la Vierge Marie serait venue guérir trois malades de l'hôtel-Dieu[213].
- Un bras de saint Jean Chrysostome était autrefois conservé en l'église Notre-Dame d'Étampes.
- En 1772, l'abbé Desforges réalisa un « char volant » à ailes battantes fabriquées avec des plumes d'oiseaux avec lequel il comptait s'élancer du donjon dit tour de Guinette[214]. L'astrophysicien belge Eric Elst a fait donner en mai 2003 par l'Union astronomique internationale le nom de Desforges à l'astéroïde no 10830[Note 11].
- Étampes a accueilli à trois reprises l'élection de Mister France, en 2004, 2007 et 2008.

### Personnalités liées à la commune
Différents personnages publics sont nés, décédés ou ont vécu à Étampes :

#### Moyen Âge
- Thibaud d'Étampes (v. 1080-v. 1120), en latin Theobaldus Stampensis, précepteur de Hugues III du Puiset, puis professeur à Caen vers 1114, puis premier enseignant d'Oxford attesté dans l'histoire vers 1120, auteur de six lettres.
- Rabbi Nathan ben Meshullam est un rabbin étampois du XIIe siècle[215] dont le nom a été donné à la salle de réunion de la communauté juive actuelle.
- Ingeburge de Danemark (1175-1236), reine de France, y fut de longues années assignée à résidence, probablement au Palais dit capétien plutôt que dans le donjon, comme on le dit généralement.
- Blanche de Castille (1188-1252), reine de France, en fut la première dame.
- Louis dit d'Evreux (1276-1319) en fut le premier comte.
- Charles dit d'Evreux (1305-1336) en fut comte.
- Arthur III de Bretagne (1393-1458) prétendit à son comté.
- Louis d'Étampes (?-1400) en fut comte.
- Richard dit de Bretagne (1395-1438) prétendit à son comté.
- Jean de Bourgogne (1415-1491) en fut comte.
- François II de Bretagne (1435-1488) prétendit à son comté.
- Jean de Foix (1450-1500), prétendant malheureux au trône de Navarre, en fut comte et y est mort.

#### Renaissance
- Artus Gouffier de Boissy (1475-1519) en fut comte.
- Gaston de Foix-Nemours (1489-1512) en fut comte.
- Anne de Pisseleu (1508-1580), favorite de François Ier, en fut la première duchesse.
- Diane de Poitiers (1499-1566), favorite d'Henri II, en fut la deuxième duchesse à partir de 1553.
- Gabrielle d'Estrées (1570-1599), favorite d'Henri IV en fut duchesse et souche de la seconde famille de Vendôme, qui en tint à sa suite le duché.
- Jacques Houllier (1577-1621), médecin et auteur médical de référence, y est né.
- François Ravaillac (1578-1610), assassin d'Henri IV, a pris la décision définitive de commettre son régicide à Étampes, sur le chemin du retour vers sa ville natale.

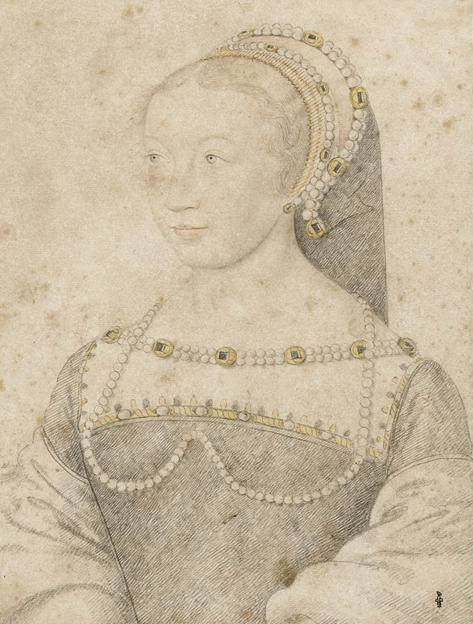
Anne de Pisseleu.
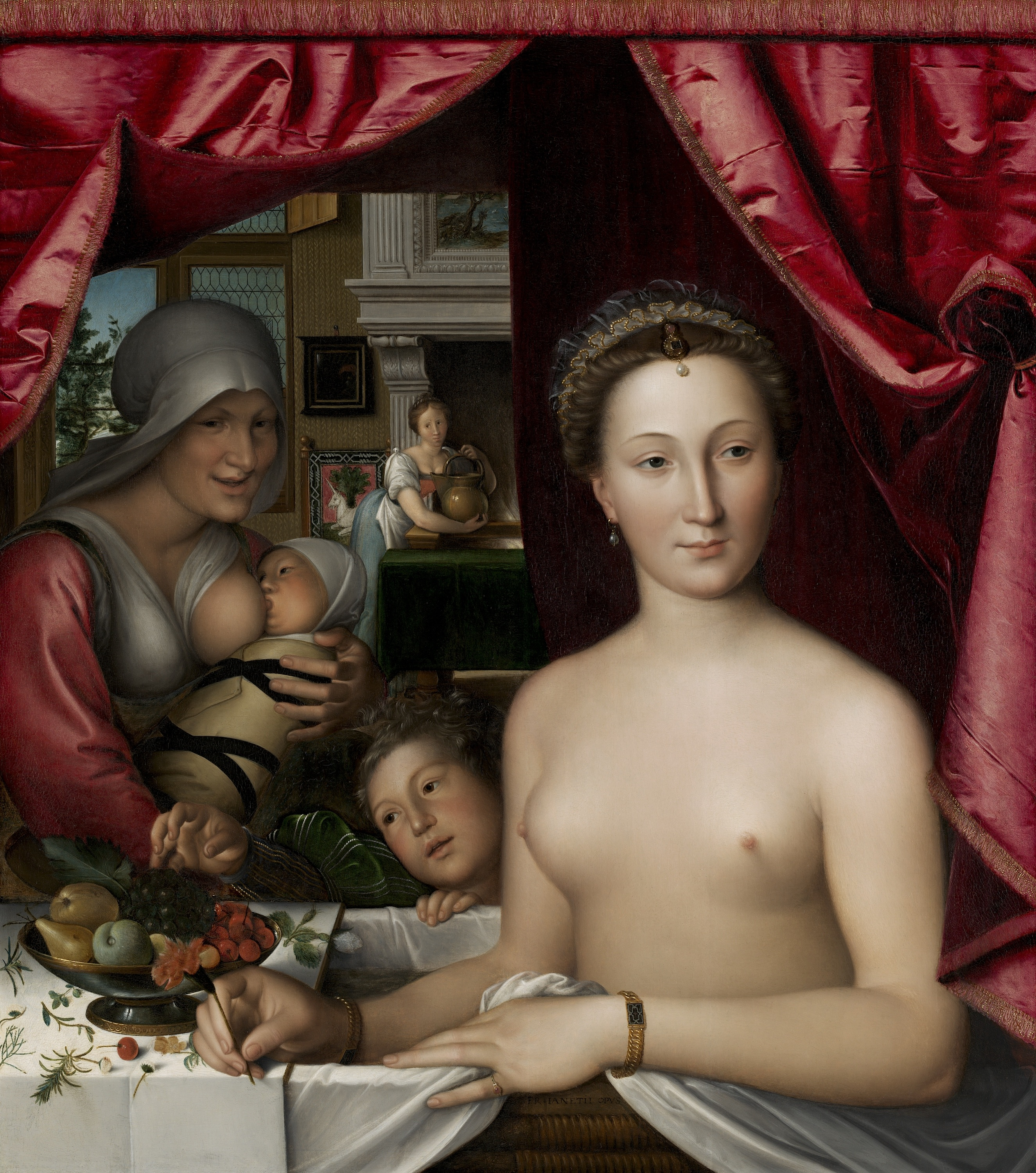
François Clouet, Dame au bain ; portrait supposé de Diane de Poitiers.
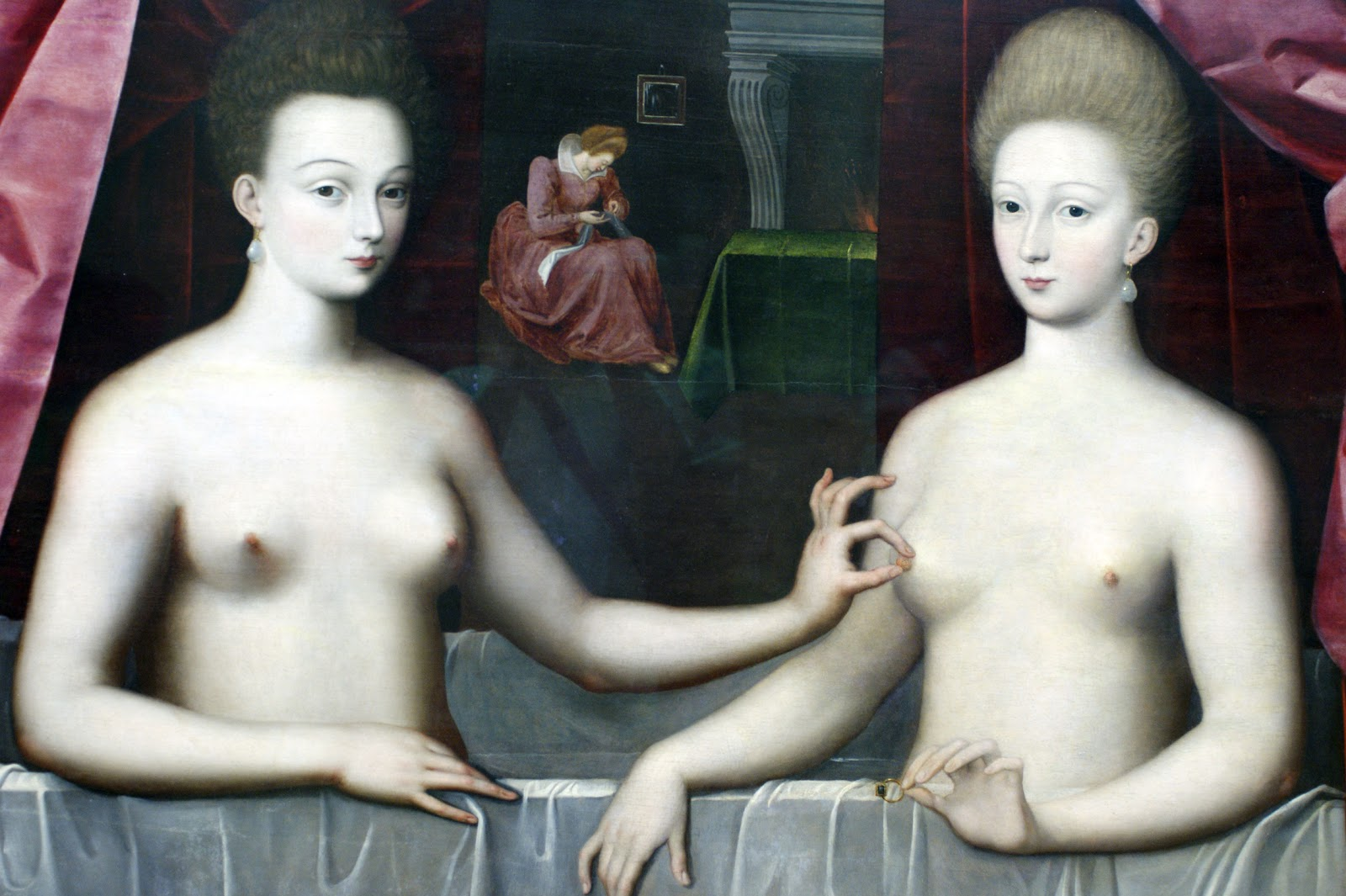
Gabrielle d'Estrées (à droite).
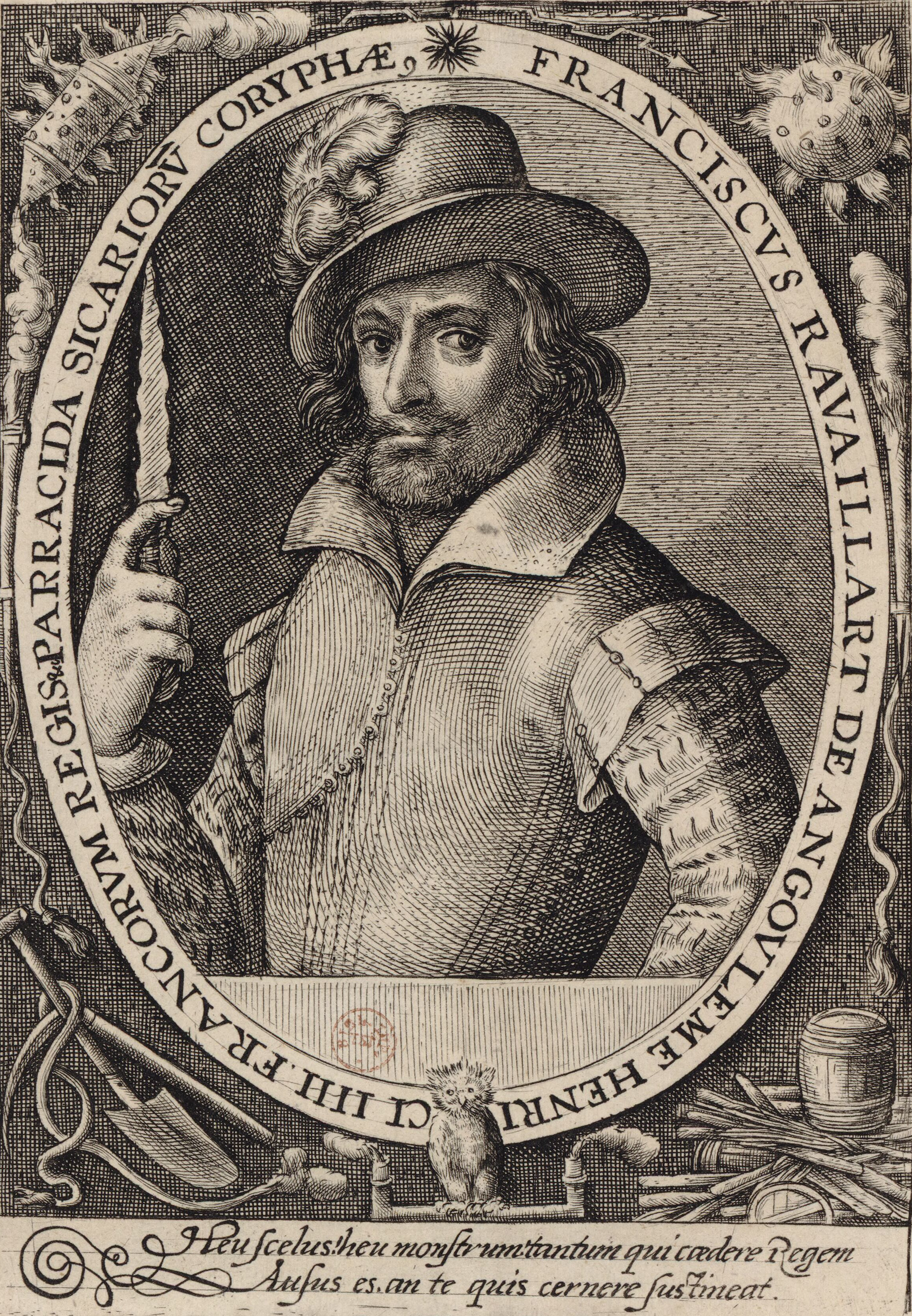
François Ravaillac.

#### Grand Siècle
- César de Vendôme (1594-1665), fils d'Henri IV et de Gabrielle d'Estrée, en fut duc.
- Basile Fleureau (1612-1674), historien, professeur de philosophie, supérieur des barnabites d'Étampes de 1662 à 1668 y est né et décédé. Il est l'auteur d'un ouvrage monumental qui fait encore autorité et a conservé des documents maintenant perdus, les Antiquités de la Ville et du duché d'Estampes, rédigées vers 1668 et publiées après sa mort en 1683.
- Louis II de Vendôme (1612-1669) en fut duc.
- Louis Joseph de Vendôme (1654-1712) en fut duc.

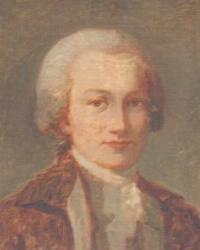
Jean-Étienne Guettard.

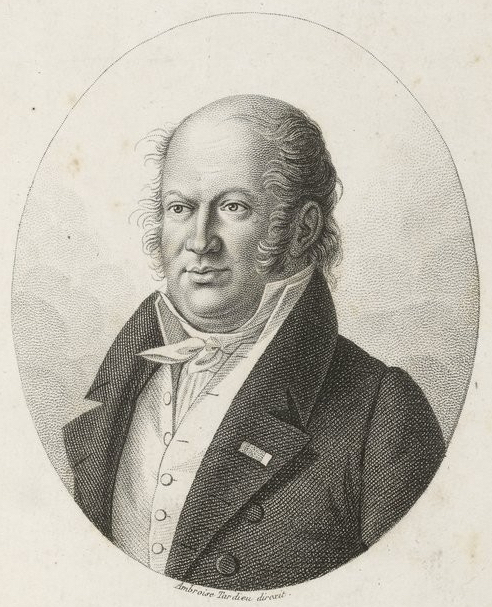
Étienne Geoffroy Saint-Hilaire par Ambroise Tardieu.

- Michel Godeau (1653-1736), recteur de l'Université de Paris et poète latin important (il a notamment traduit en latin les poésies de Nicolas Boileau), démis de ses fonctions par Louis XIV pour avoir osé résister frontalement à sa politique religieuse antijanséniste[216], y est né.

#### Siècle des Lumières
- Jean-Étienne Guettard (1715-1786), docteur en médecine, savant, naturaliste, botaniste, minéralogiste et un des fondateurs de la manufacture de Sèvres, y est né. Il fut notamment le premier à comprendre que les monts d'Auvergne sont d'anciens volcans.
- Henri Jabineau (1724-1792), avocat, y est né.
- François-Alexis Davoust (1727-1801), bénédictin et homme politique né à Étampes, député du clergé aux États généraux de 1789.
- Marc Antoine Moutier (1730-1809), prêtre, député du clergé du bailliage d'Orléans aux États généraux de 1789.
- Jean-Baptiste Guignard dit Clairval (1735-1795) comédien et chanteur lyrique à l'Opéra-Comique, y est né.
- Jacques Guillaume Simonneau (1740-1792) y est né, en fut maire et y est mort assassiné sur le marché. Il s'ensuivit des cérémonies officielles grandioses à Paris et dans plusieurs villes de province.
- Marie-Alexandre Guénin (1744-1835), premier violon de l'Opéra, compositeur et éditeur de musique, professeur à l'École royale puis au Conservatoire de Paris, y a vécu les douze dernières années de sa vie et y a été enterré.
- Louis Philippe d'Orléans (1747-1793), dit Philippe Égalité, en fut le dernier seigneur et duc[217].
- Charles-César Périer (né à Étampes le 18 septembre 1748, mort à Étampes le 4 mai 1797), ecclésiastique, député aux États généraux de 1789 et à l'Assemblée constituante.

#### XIXesiècle

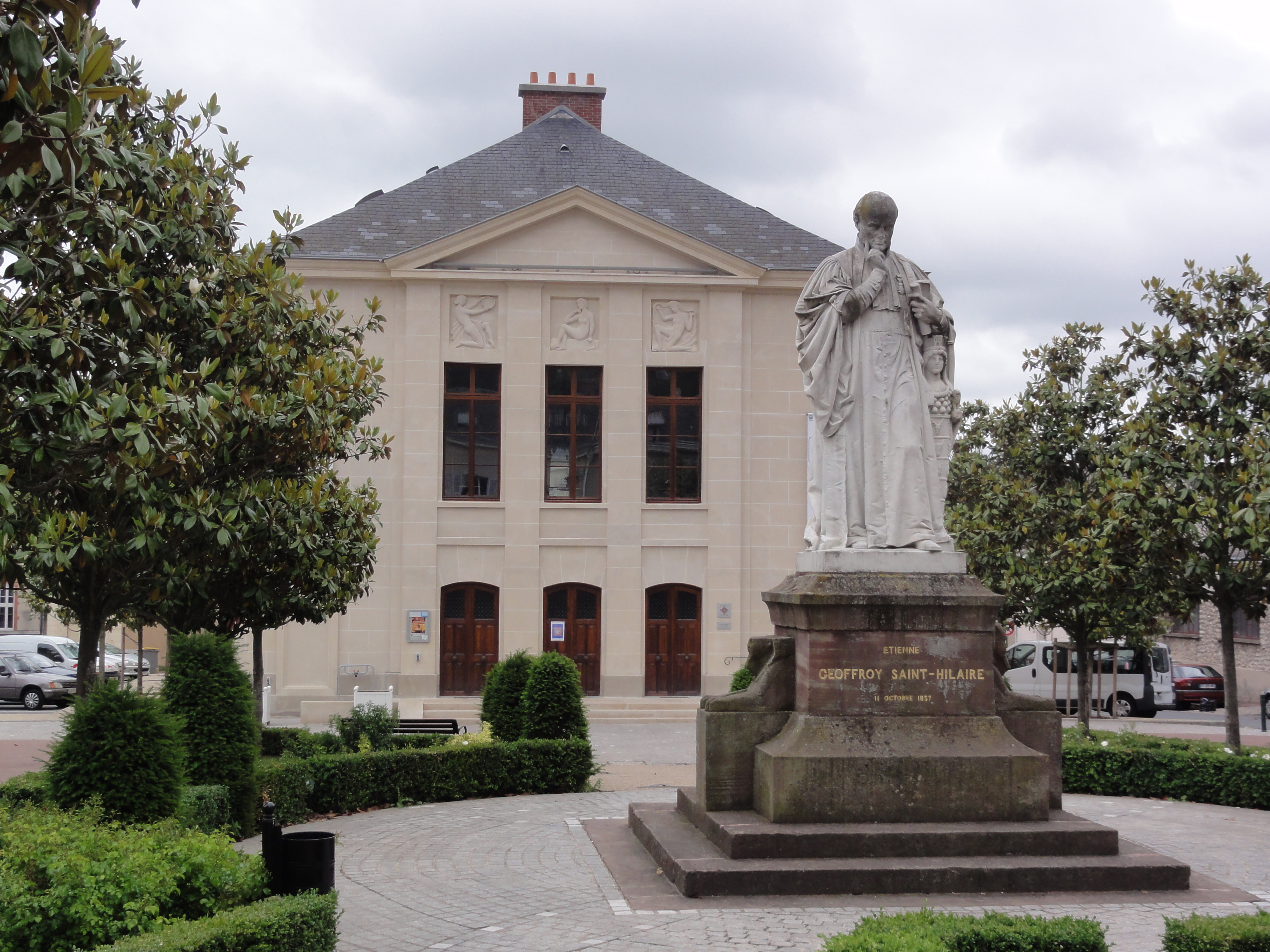
Statue d'Étienne Geoffroy Saint-Hilaire, place du théâtre.

- Étienne Geoffroy Saint-Hilaire (1772-1844), naturaliste, fondateur de la ménagerie du Jardin des plantes de Paris, y est né au no 3 de la rue Henri Tessier. Il a donné son nom à une place (ornée de sa statue depuis 1857), à une avenue et au lycée polyvalent d'Étampes. Une rue parisienne, située près du Jardin des Plantes, porte également son nom.
- Marie Boivin (1773–1841), sage-femme et auteur d'ouvrages d'obstétrique, y reçut l'enseignement de religieuses.
- Auguste Rodolphe Darblay (1784-1873), homme politique, y est né.
- Abel Dufresne (1788-1872), écrivain, y est né.
- Victor Hugo (1802-1885), écrivain, y séjourna.
- Isidore Geoffroy Saint-Hilaire (1805-1861), fils d'Étienne, naturaliste, fondateur de la Société impériale zoologique d'acclimatation et du Jardin d'acclimatation du bois de Boulogne, y est né. C'est un précurseur de la génétique moderne.
- Eugène de Gaville (1806-1837), auteur dramatique et poète, y est né, y a vécu et y est mort.
- Gabriel-Gervais Chardin (1814-1907), peintre, y séjourna.
- Narcisse Berchère (1819-1891), peintre et graveur de lithogravure, y est né.
- Élias Robert (1821-1874), peintre et sculpteur, y est né.
- Rose Chéri (1824-1861), actrice, y est née.
- Anna Chéri (1826-1912), actrice, y est née.
- Félix Giacomotti (1828-1909), peintre d'origine italienne, Prix de Rome en 1854, y vécut et y est enterré.
- Édouard Béliard (1832-1912), peintre en fut maire et y est mort.
- Paul Hautefeuille (1836-1902), minéralogiste, y est né et y a fait ses premières études.
- Léon Marquis (1843-1905), historien, est l'auteur entre autres d'un ouvrage de référence, Les Rues d'Étampes et ses monuments (1881).
- Eugène Turpin (1848-1927), chimiste, y a été incarcéré (1893).
- Louise Abbéma (1853-1927), peintre renommé et amie très intime de Sarah Bernhardt, y est née.
- Georges Lebret (1853-1927), avocat et homme politique.
- Anatole Le Braz (1859-1926), écrivain de langue bretonne, y enseigna.
- Architectes municipaux Pierre (1789-1871) et Auguste Magne (1816-1885).

#### XXesiècle

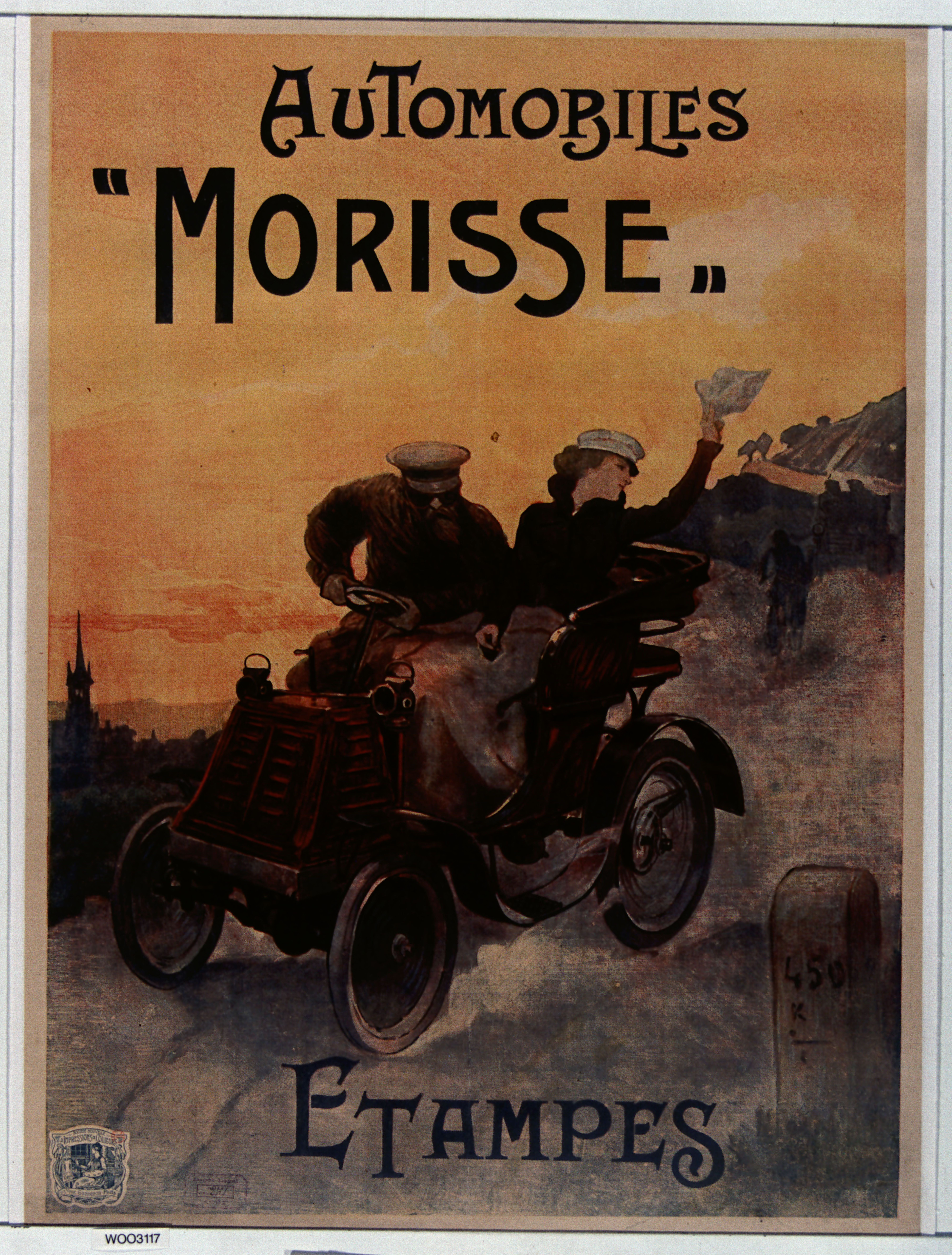
Automobiles Morisse, construites à Étampes vers 1900.

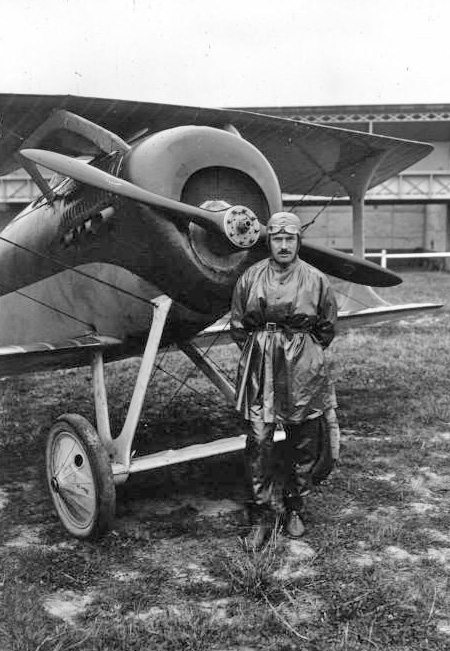
Bernard Barny de Romanet près de son biplan Spad, en 1920.

- Pierre Morisse (1867-1921), ingénieur civil IDN, fondateur du constructeur automobile P. Morisse et Cie, établi boulevard Saint-Michel de 1898 à 1921[219].
- René Duval (1886-1936) - Président des Fonderies d'Etampes - industriel ayant créé les Parfums de Volnay à Suresnes -
- Marcel Bouilloux-Lafont (1871-1944), homme d'affaires y est né et en fut maire.
- Lucien Camus (1876-1947), homme politique, y est mort.
- Henri Manhès (1889-1959), résistant, Compagnon de la Libération[220] y est né.
- Magdeleine Paz (1889-1973), née Legendre, écrivain et militante anti-stalinienne, pacifiste et féministe, y est née.
- Bernard Barny de Romanet (1894-1921), pilote, as de la Première Guerre mondiale, recordman du monde de vitesse, y est mort[221].
- Émilien Amaury (1909-1977), homme de presse français, fondateur entre autres du Parisien et de Marie-France, y est né.
- Raymond Trouard (1916-2008), pianiste, y est né.
- Jean-Louis Bory (1919-1979), écrivain et journaliste, y a étudié.
- Jean Duvignaud (1921-2007), écrivain et sociologue, y a enseigné.
- Georges Perec (1936-1982), écrivain, y a étudié[Note 12].
- Philippe Lejeune (1924-2014), peintre et fondateur de l'École d'Étampes, y vivait et y enseignait.
- Jacques Gélis (?-), professeur agrégé d'histoire moderne, professeur émérite d'histoire à la Sorbonne, auteur d'ouvrages de référence en matière d'histoire des mentalités, est cofondateur et président de l'Association Étampes-Histoire[222][réf. nécessaire].
- Denis Langlois (1940-), écrivain et avocat, y a vécu.
- Pierre Goldman (1944-1979), intellectuel d'extrême gauche y étudia.
- Christian Binet (1947-), dessinateur des Bidochons et de Kador, y vit.
- Philippe Legendre-Kvater (1947-), auteur de la série J'apprends à dessiner, peintre et illustrateur, y vit et y enseigne.
- Gilbert Bordes (1948-), écrivain, y vit.
- Cathy Kopp (1949-), femme d'affaires, y est née.
- François Legrand (1951-), peintre, y est né.
- Michel Crépu (1954-), écrivain, y est né.
- Arnaud Gidoin (1968-), humoriste, comédien et animateur de télévision, y est né.
- Arnaud Beltrame (1973-2018), né à Étampes, officier supérieur de la gendarmerie nationale, connu pour s'être substitué à une otage au cours des attaques du 23 mars 2018 à Carcassonne et Trèbes. Il est assassiné par le terroriste. Une avenue de la commune porte son nom[223].
- Messaoud Hammou (1976-), karatéka champion d'Europe, y est né[224].
- Olivier Soulliaert (1977-), peintre, se rattache à l'École d'Étampes[225].
- Ibrahim Maalouf (1980-), musicien, y a étudié.
- Gaëtan Ader (?-), peintre et graveur, se rattache à l'École d'Étampes[réf. nécessaire].
- Jean-Louis Martinoty (1946-2016), metteur en scène d'opéra et directeur de l'Opéra de Paris de 1986 à 1989, y est né.
- Jacques Boulas, coureur cycliste professionnel de 1974 à 1978, célèbre lanterne rouge du Tour de France 1975, y est né le 20 octobre 1948. Décédé le 29 septembre 1990 à Chartres.
- Yacouba Sylla, footballeur international malien, né à Étampes, en 1990
- Moussa Sylla, footballeur français, né à Étampes en 1999
- René Ravo (1904-1998), de son vrai nom René Ravault, dessinateur et affichiste, né à Étampes.
- Romain Bouteille (1937-2021), acteur français y vécut pendant une vingtaine pendant la dernière partie de sa vie et y anima un café-théâtre.

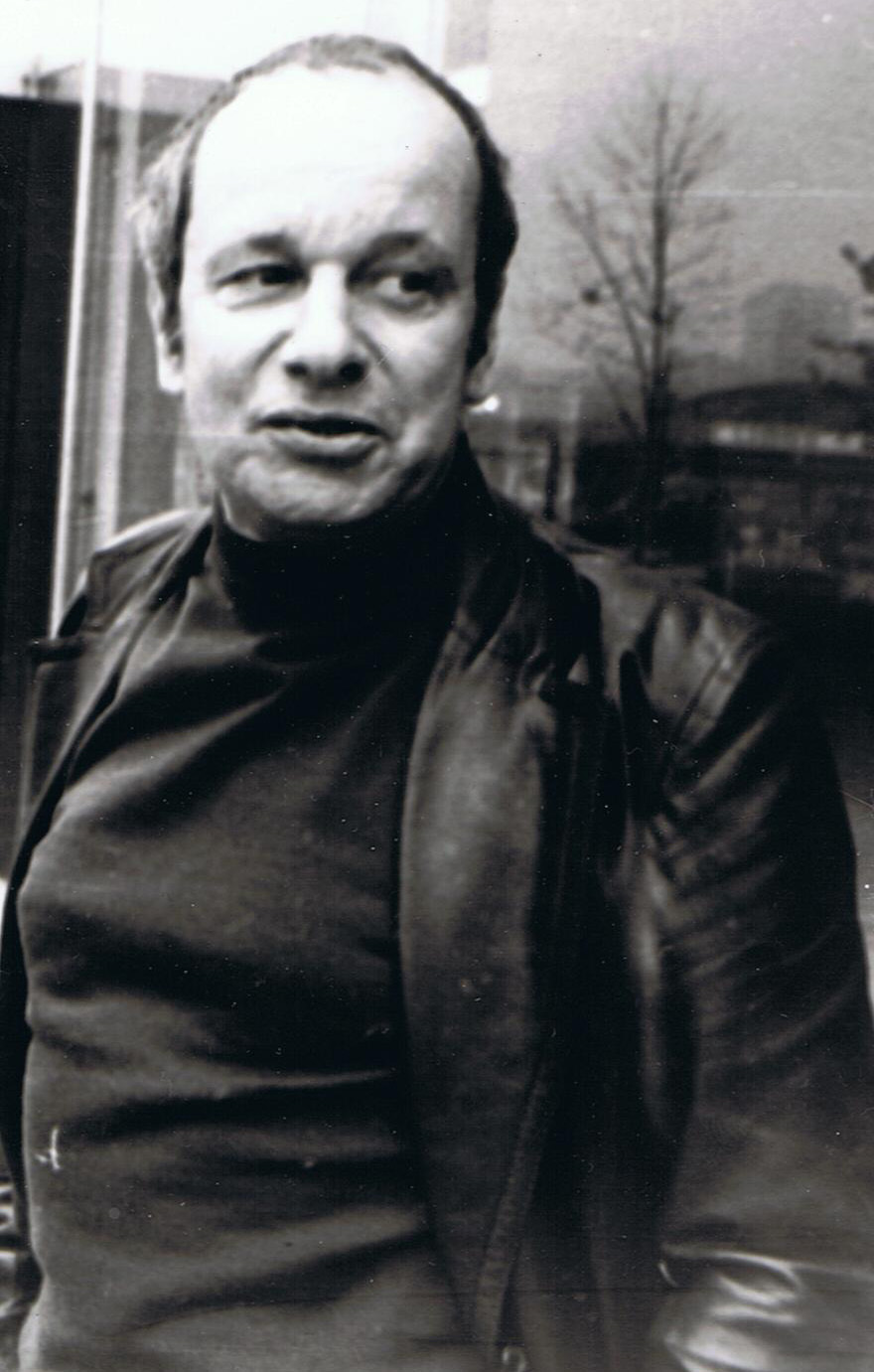
Jean-Louis Bory, dans les années 1970.
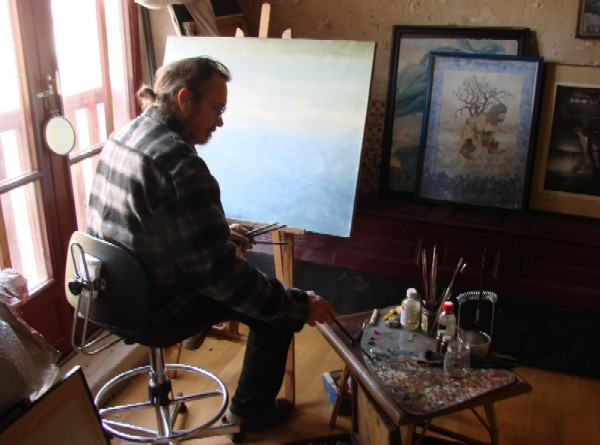
Philippe Legendre-Kvater dans son atelier, en 2008.
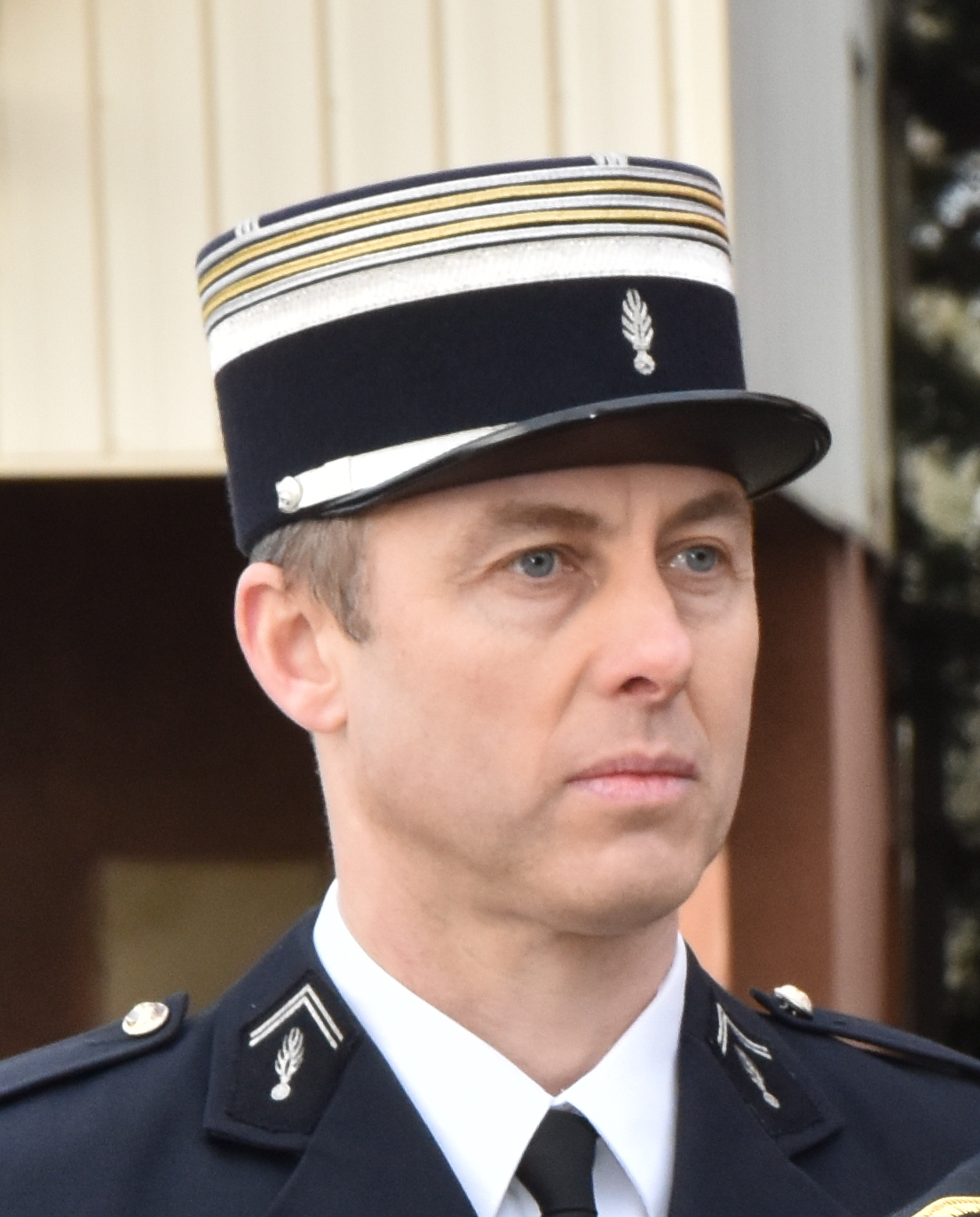
Arnaud Beltrame en 2018

### Héraldique, devise et logotype
| Blason de Étampes | Blason  | De gueules à la tour crènelée d'or flanquée de deux tourelles en forme de guérite du même, la tour ouverte et ajourée de sable et chargée d'un écusson d'azur à trois fleurs de lys d'or, brisé en cœur d'un bâton péri en bande de gueules, chargé de trois lionceaux d'argent. |

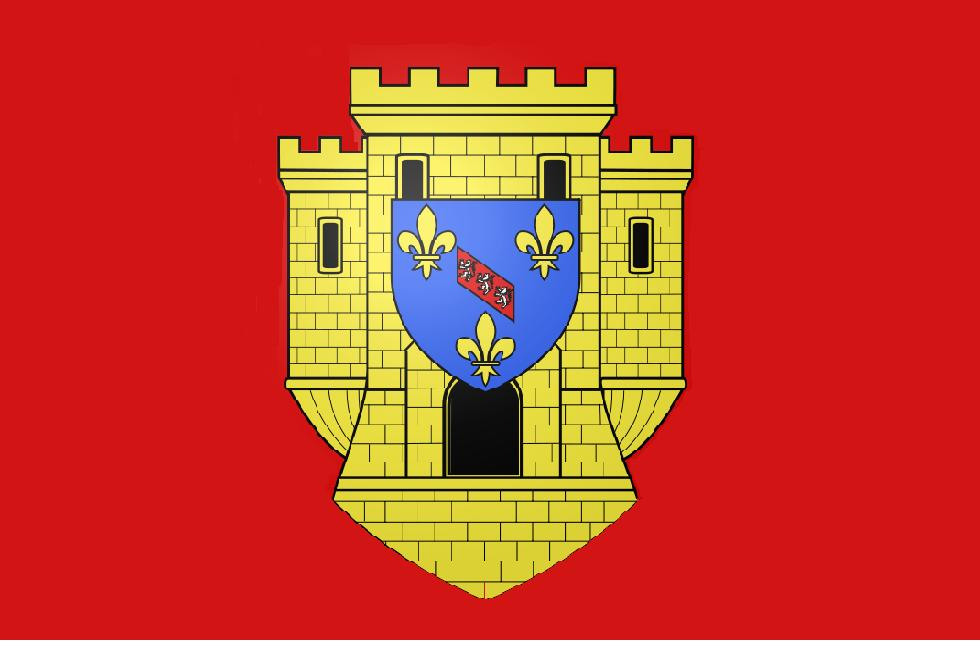
Drapeau de la ville.

| Blason de Étampes | Détails | La tour accompagnée de guérite figure la façade de l'hôtel de ville, chargé des armes de France agrémentées du bâton des armes du comté de Vendôme, Louis Joseph de Vendôme étant le dernier duc d'Étampes. Le blason apparaît sur l' automotrice numéro Z5699 de la SNCF au titre du parrainage du matériel ferroviaire par les communes. La commune utilise parfois un drapeau armorié. |

## Pour approfondir